# Pertes humaines de l'Union soviétique pendant la Seconde Guerre mondiale

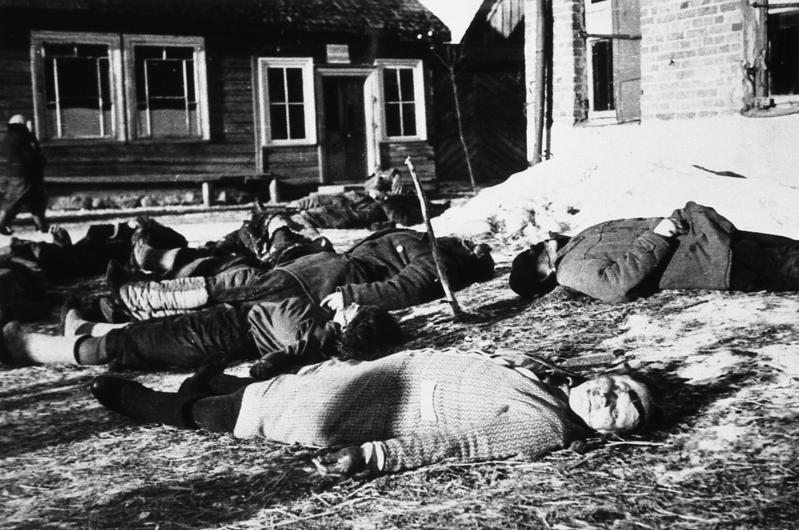
Civils soviétiques massacrés par l'armée allemande près de Minsk, en Biélorussie, 1943.

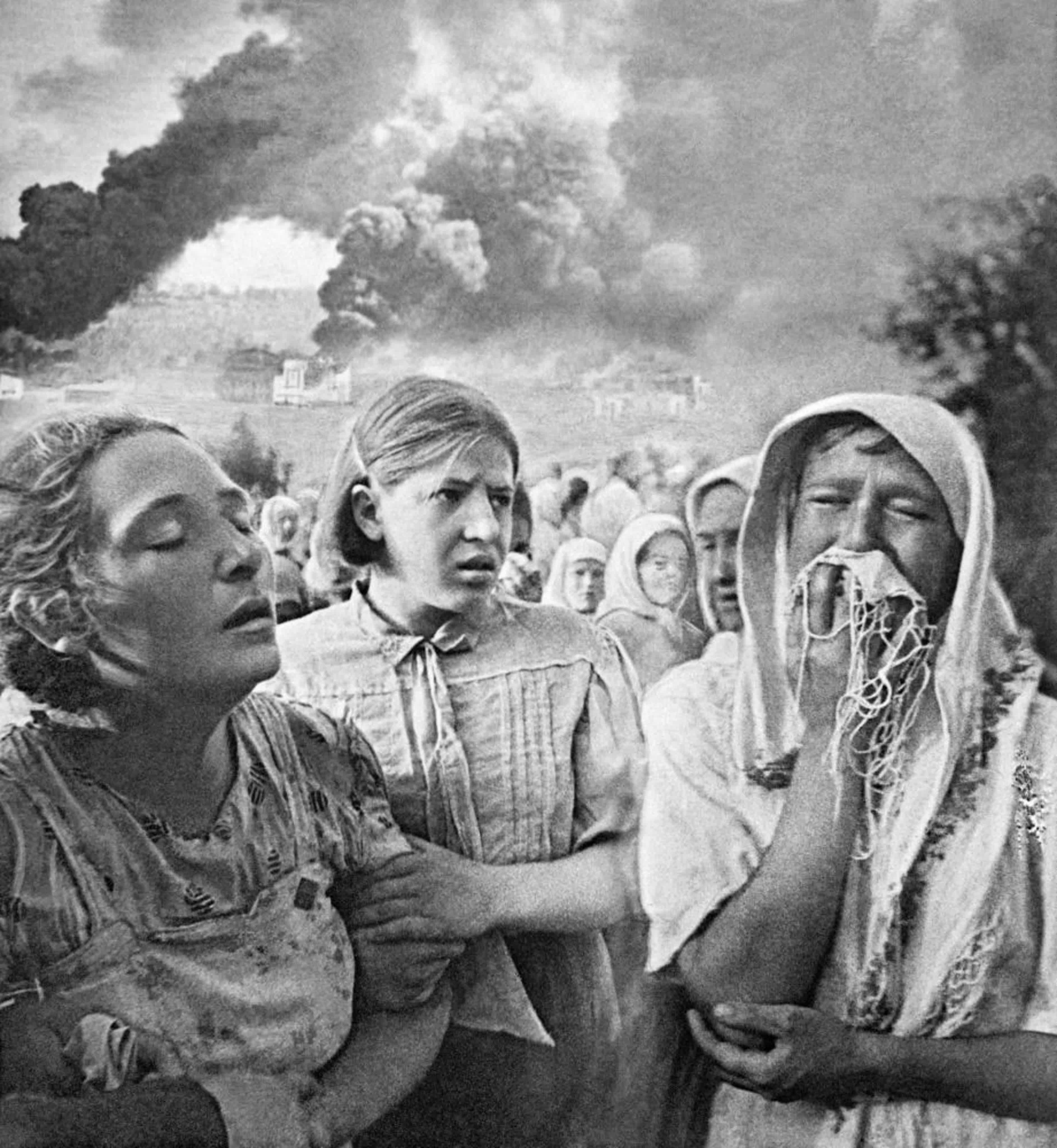
Kiev, 23 juin 1941.

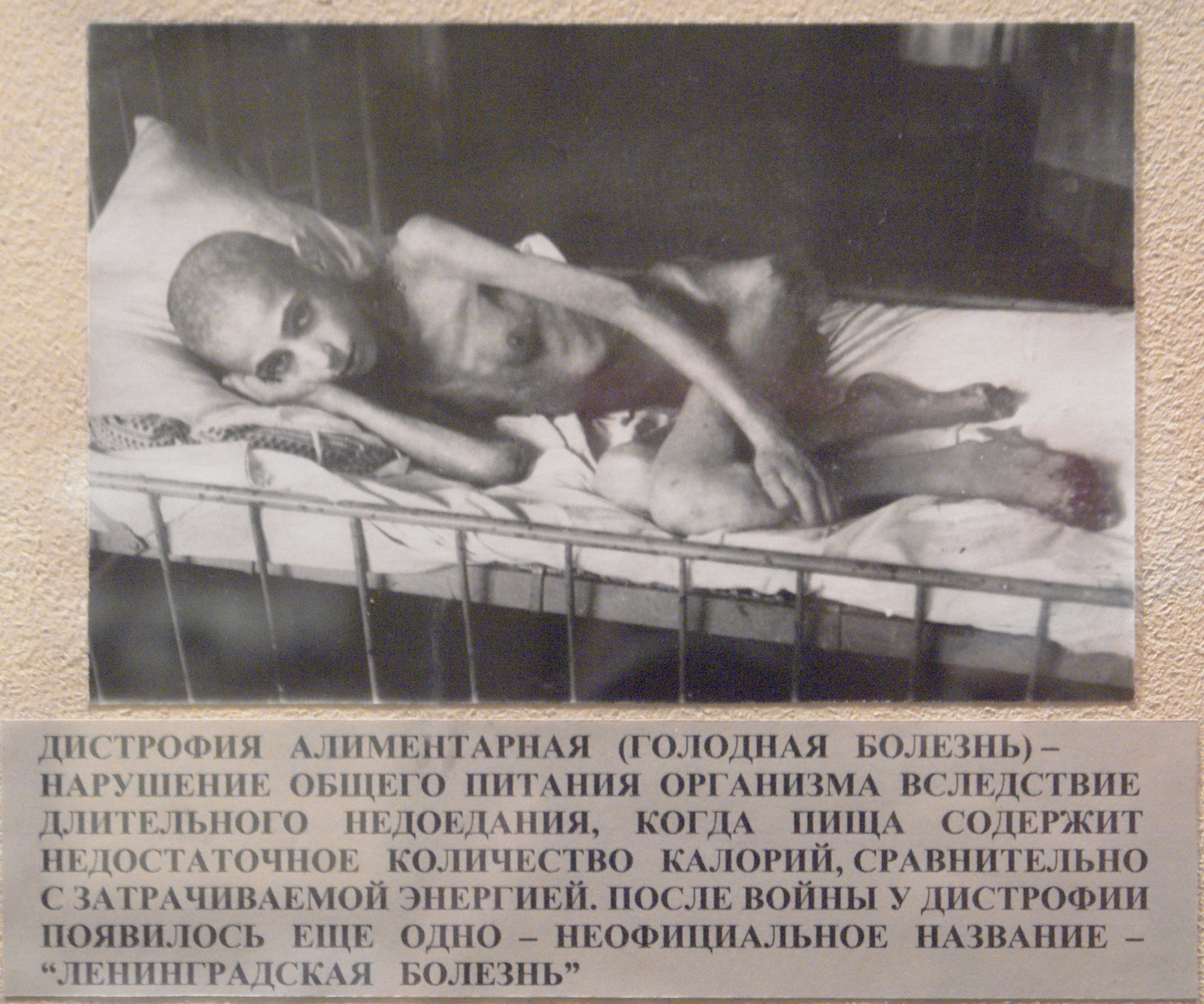
Victime de la famine souffrant d'atrophie musculaire pendant le siège de Léningrad, 1941.

Les pertes de l'Union soviétique pendant la Seconde Guerre mondiale, toutes causes confondues, sont estimées à environ 27 millions de morts civils et militaires, bien que les chiffres annoncés officiellement demeurent toujours contestés. Pendant l'ère soviétique, les autorités évaluent les pertes à 20 millions. Le gouvernement post-soviétique de la Russie revoit ensuite à la hausse ce bilan, s’élevant à 26,6 millions de morts sur la base d'une étude de l'Académie des sciences de Russie en 1993, en comptant les personnes décédées des suites de la guerre,,. Ce bilan comprend 8 668 400 morts militaires selon les calculs du ministère russe de la Défense,,.
Les chiffres publiés par le ministère de la Défense sont approuvés par la plupart des historiens mondiaux. Cependant, le chiffre officiel de 8,7 millions de morts militaires est contesté par des universitaires russes qui pensent que le nombre de prisonniers de guerre morts et disparus est incorrect, de nouvelles recherches devant être nécessaires pour déterminer les pertes réelles. Les responsables des archives du ministère russe de la Défense centrale (CDMA) maintiennent que leur base de données répertorie les noms d'environ 14 millions de militaires morts et disparus,,. Mais maintenant, les mêmes Sergey Il'enkov et Vladimir Eliseev, employés de longue date de CDMA, ont traité ce fichier pendant de nombreuses années et ont compté 23,5 millions de cartes en conséquence, et en excluant les doublons, 21,3 millions de personnes dont les décès individuels sont documentés d'une manière ou une autre. Il ne reflète pas les documents d'autres archives départementales (par exemple, celle de la marine, où il y a environ 150 000 personnes dans un fichier similaire). Ils pensent donc qu'on peut parler de 21,5 millions de militaires tués ou morts. Le président russe Dmitri Medvedev déclare en 2009 que « les données sur nos pertes n'ont pas encore été révélées... Nous devons déterminer la vérité historique ». Il ajoute que plus de 2,4 millions de personnes sont toujours officiellement portées disparues, sur les 9,5 millions de personnes enterrées dans des fosses communes, six millions ne sont pas identifiées. Certains érudits russes évaluent le nombre total de pertes au cours de la guerre, tant civiles que militaires, à plus de 40 millions,,,. En 2020, Mikhail Meltyukhov, qui travaille avec le projet d'archives fédérales russes, estime que 15,9 à 17,4 millions de civils soviétiques ont péri pendant l'occupation nazie entre 1941 et 1945.

## Résumé des sources russes
Les décès liés à la guerre détaillés dans les sources russes sont les suivants :
- L'étude Krivocheïev répertorie 8 668 400 « pertes irremplaçables » (par rapport aux effectifs répertoriés) : 5 226 800 tués au combat, 1 102 800 morts de blessures dans les hôpitaux de campagne, 555 500 morts de diverses raisons, 4 559 000 prisonniers de guerre morts et disparus. Les déductions estiment que 939 700 personnes « ont été encerclées ou portées disparues au combat dans les zones occupées ayant été réinscrites une fois les zones libérées » et 1 836 000 prisonniers de guerre sont revenus de captivité[19],[20].
- L'étude Krivocheïev recense 500 000 réservistes capturés par l'ennemi après avoir été enrôlés mais avant leur déploiement au combat[20].
- Des sources russes font état de 2 164 000 morts par le « travail forcé en Allemagne »[21]. Viktor Zemskov croyait qu'il s'agissait en fait de morts militaires non incluses dans le rapport Krivocheïev. Zemskov évalue le nombre de morts militaires à 11,5 millions.
- Forçats et déserteurs répertoriés dans l'étude Krivocheïev[22],[23]: 994 300 soldats condamnés par une cour martiale et 212 400[24] signalés comme déserteurs[25]. Ils ne sont pas inclus dans les 8 668 000 « pertes irremplaçables » répertoriées par Krivocheïev.
- Liste des sources russes : 7,42 millions de civils tués pendant la guerre, y compris lors du siège de Leningrad. Les sources citées pour ce chiffre datent de la période soviétique[21]. Le chiffre de 7,4 millions est contesté par Viktor Zemskov qui pense que le nombre réel de morts parmi les civils est d'au moins 4,5 million. Il soutient que les chiffres officiels comprennent les prisonniers de guerre, les personnes ayant émigré du pays, les personnes évacuées pendant la guerre comptées comme disparues ainsi que les miliciens et les combattants partisans[26].
- Des sources russes affirment que 4,1 millions de personnes sont mortes de famine dans les régions occupées par l'Allemagne[27].
- Prisonniers du Goulag : selon Viktor Zemskov « en raison de difficultés générales en 1941-1945 dans les camps, le goulag et les prisons, environ 1,0 million de prisonniers sont morts[28]. Anne Applebaum cite des sources russes évaluant le nombre de morts au Goulag de 1941 à 1945 à 932 000[29].
- Déportation des minorités ethniques : des sources russes évaluent le nombre de morts à 309 000[30].
- Décès liés à la guerre des personnes nées pendant la guerre : selon Andreev, Darski et Kharkova (ADK), il y a eu une augmentation de la mortalité infantile de 1,3 million[3].

## Pertes militaires

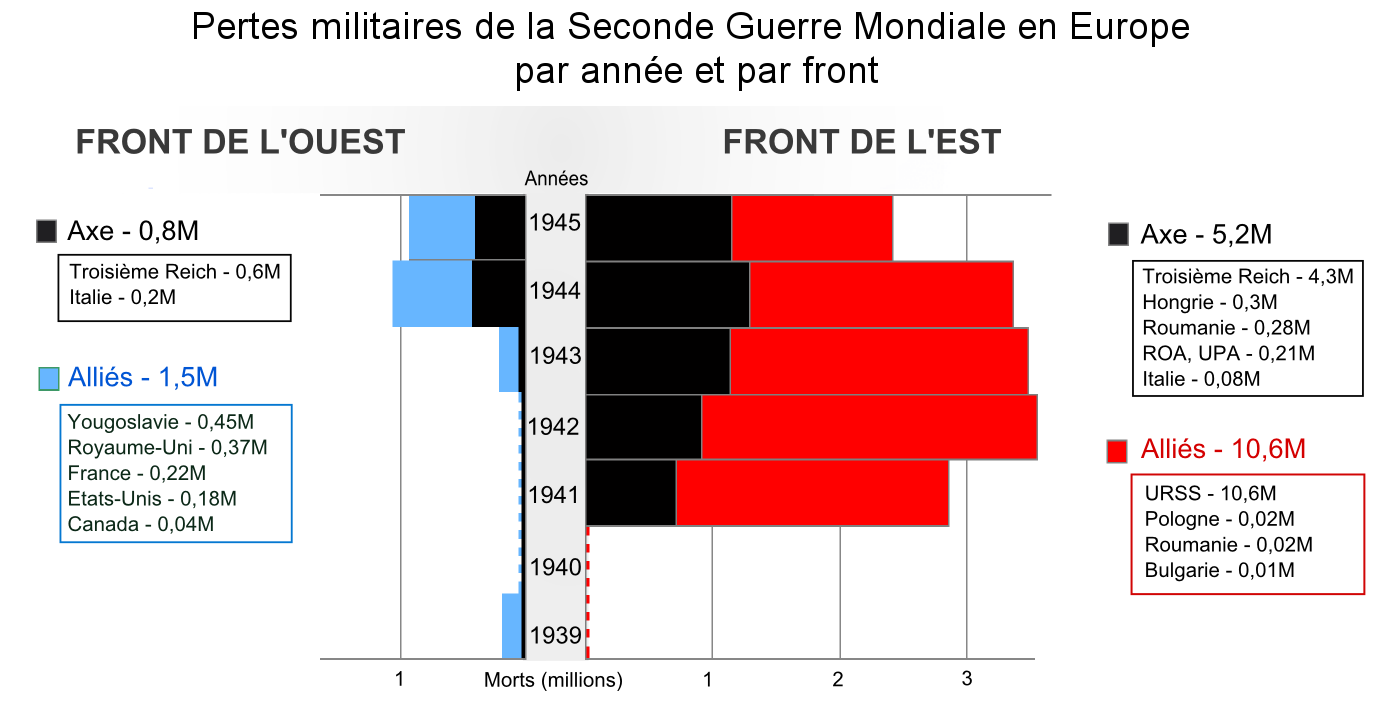
Graphique représentant les pertes militaires en Europe selon le front de combat.

### L'analyse de Krivocheïev
Le rapport de 1993 du ministère russe de la Défense rédigé par un groupe dirigé par le général Grigori Krivocheïev détaille les pertes militaires. Leurs sources proviennent des rapports soviétiques sur le terrain et d'autres documents d'archives gardés secrets pendant l'ère soviétique, notamment un rapport secret de l'État-major soviétique de 1966 à 1968. L'étude de Krivocheïev qui évalue à 8,7 millions les militaires soviétiques morts et disparus est souvent citée par les historiens. Il soutient ces chiffres car celui-ci exclut les réservistes appelés qui n'ont jamais été incorporés, les hommes qui ont été dupliqués comme conscrits car de nouveau enrôlés dans l'armée et la marine soviétiques au cours de la guerre en fonction des territoires libérés, ainsi que les causes non liées au combat. La statistique de 8,668 millions de morts militaires n'inclut que les décès liés au combat des forces dans les unités de campagne de l'armée et de la marine et n'inclut pas les forces de soutien civiles dans les zones arrière, les réservistes enrôlés tués avant d'être inscrits sur les ordres de bataille, les unités de milice et les partisans soviétiques morts ; Krivocheïev estime qu'ils doivent être inclus dans les pertes civiles de guerre.
| Batailles                              | Morts et disparus | Blessés ou malades                                        |
| -------------------------------------- | ----------------- | --------------------------------------------------------- |
| Bataille de Khalkhin Gol (1939),       | 9 703             | 15 952                                                    |
| Invasion de la Pologne (1939),         | 1 475             | 2 383                                                     |
| Guerre d'Hiver 1939-1940,              | 126 875           | 264 908                                                   |
| Grande Guerre patriotique (1941-1945), | 8 668 400         | 22 326 905 (dont 14 685 593 blessés et 7 641 312 malades) |
| Total                                  | 8 806 453         | 22 610 148                                                |

Le calendrier ci-dessous résume les pertes soviétiques de 1941 à 1945.
| Causes                                                        | Estimation |
| ------------------------------------------------------------- | ---------- |
| Tués au combat ou morts de blessures                          | 6 329 600  |
| Portés disparus                                               | 500 000    |
| Décès hors combat d'unités au front (maladie, accident, etc.) | 555 500    |
| Morts ou tués en tant que prisonnier de guerre                | 1 283 200  |
| Total                                                         | 8 668 400  |

| Portés disparus                        | 500 000   |
| Disparus plus tard ré-enrôlé           | 940 000   |
| Décès de prisonniers de guerre         | 1 283 000 |
| Prisonniers de guerre renvoyés en URSS | 1 836 000 |
| Total des disparus signalés            | 4 559 000 |

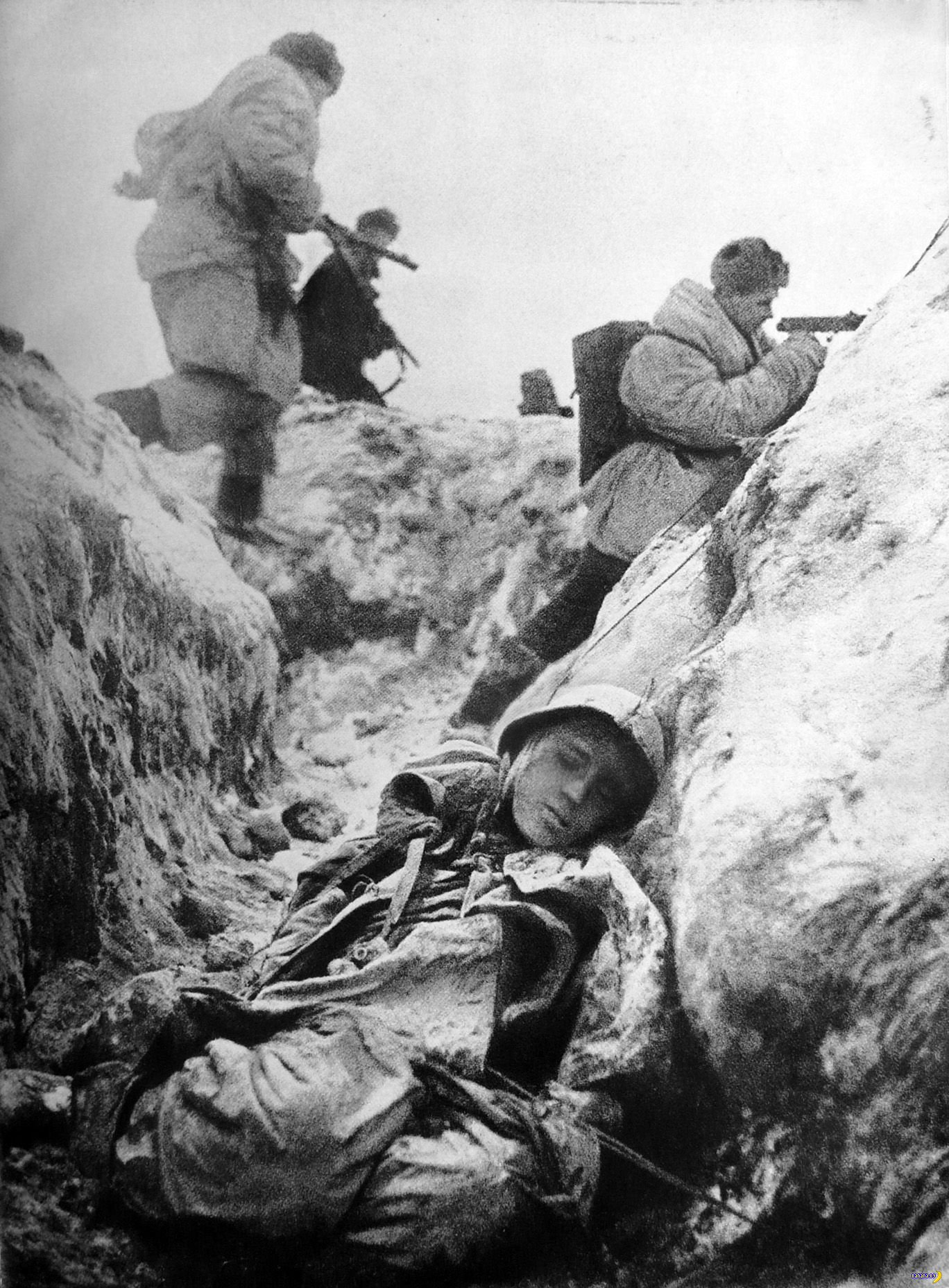
Assaut de l'Armée rouge sur le front de Léningrad, 21 décembre 1943.

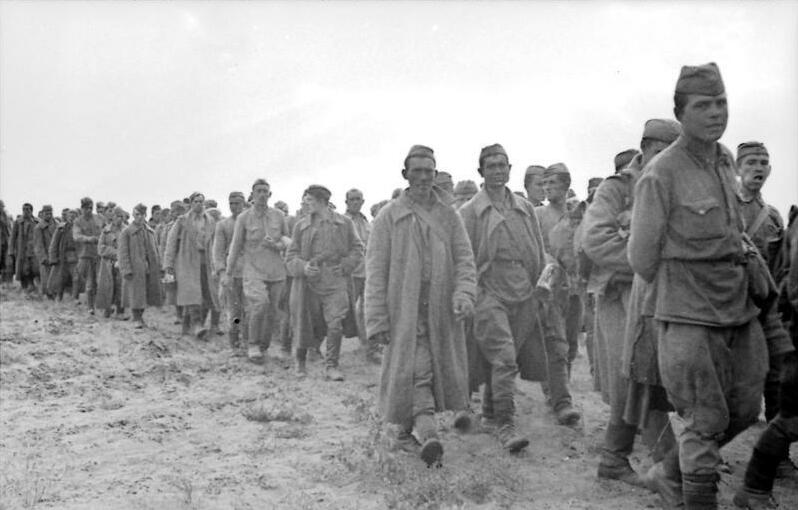
Prisonniers de guerre soviétiques, 21 juin 1942.

L'analyse de Krivocheïev montre que 4 559 000 personnes ont été portés disparues (dont 3 396 400 par rapport de terrain et 1 162 600 supplémentaires estimés sur la base de documents allemands), dont 500 000 portés disparus et présumés morts, 939 700 ré-enrôlés pendant la guerre lors de la libération des territoires, 1 836 000 retournés en URSS après la guerre, tandis que le reste de 1 283 300 sont morts en captivité allemande en tant que prisonniers de guerre ou ne sont pas retournés en URSS,. Krivoshhev écrit : « Selon des sources allemandes, 673 000 personnes sont mortes en captivité. Sur les 1 110 300 restants, les sources soviétiques indiquent que plus de la moitié sont également morts en captivité». Les sources publiées en dehors de la Russie indiquent que 3 millions de prisonniers de guerre soviétiques sont morts en captivité. Krivocheïev soutient que ce chiffre basé sur des sources allemandes comprend le personnel civil n'ayant pas été inclus dans les rapports des forces de terrain de l'armée et de la marine. Dans un article de 1999, Krivocheïev note qu'après la guerre, 180 000 prisonniers de guerre libérés ne sont pas revenus en URSS et se sont probablement installés dans d'autres pays, Krivocheïev n'ayant pas mentionné cela dans la traduction en anglais de son étude. Selon des documents déclassifiés des archives soviétiques, 960 039 prisonniers de guerre soviétiques survivants ont été remis aux autorités soviétiques par les puissances occidentales et 865 735 libérés par les forces soviétiques sur le territoire qu'elles occupaient.
| Description                                                           | Équilibre    |
| --------------------------------------------------------------------- | ------------ |
| Force de l'armée et de la marine en juin 1941                         | 4 902 000    |
| Enrôlé pendant la guerre                                              | 29 575 000   |
| Démobilisé pendant la guerre                                          | (9 693 000)  |
| Force de l'armée et de la marine en juin 1945                         | (12 840 000) |
| Pertes de réservistes conscrits en 1941 non officiellement incorporés | (500 000)    |
| Sous-total : pertes opérationnelles                                   | 11 444 000   |
| Disparu plus tard ré-enrôlé                                           | (940 000)    |
| Prisonniers de guerre libérés retournant en URSS                      | (1 836 000)  |
| Total des pertes                                                      | 8 668 000    |

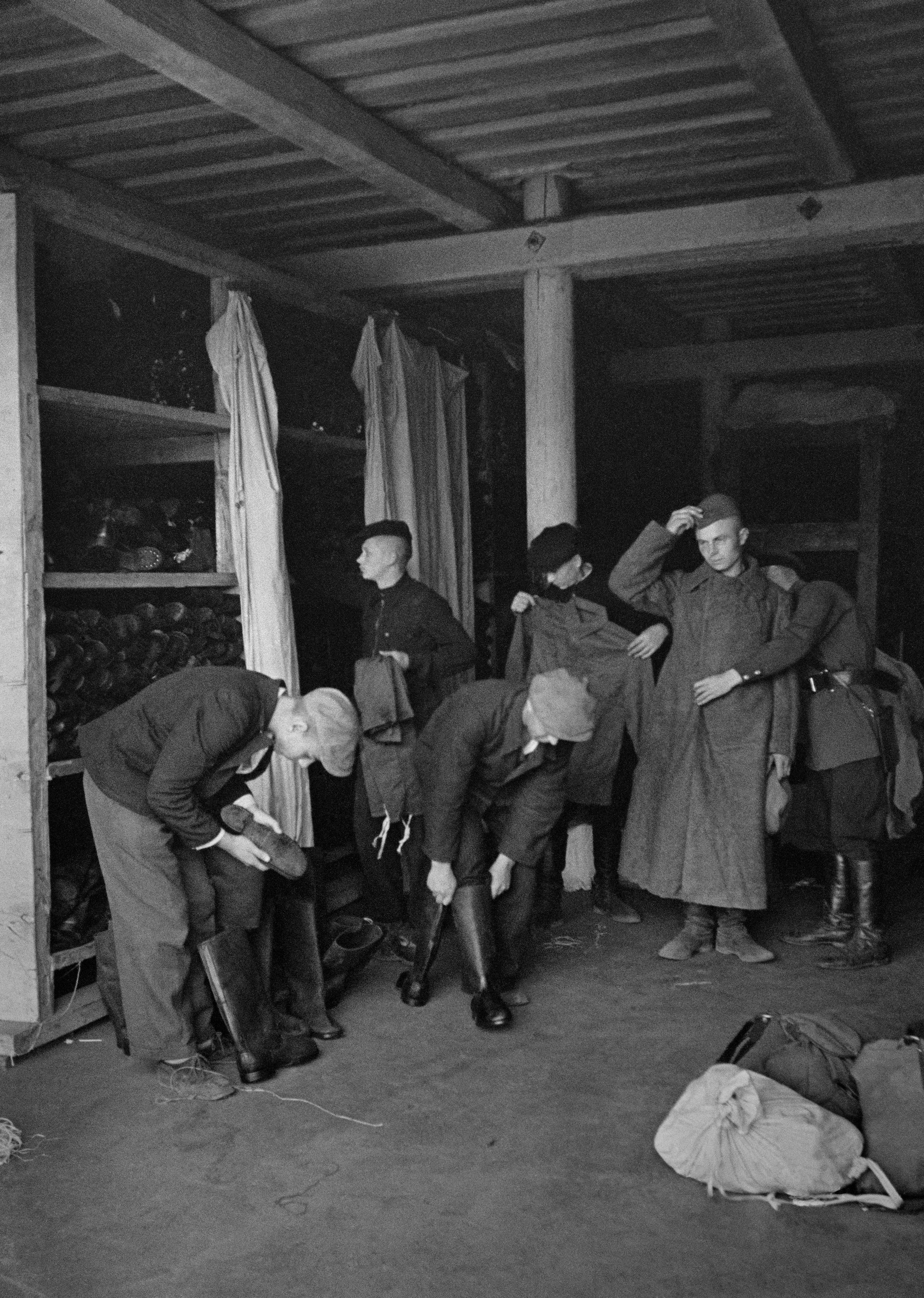
Conscrits soviétiques, 1941.

- Démobilisés pendant la guerre : 9 693 000 dont 3 798 200 envoyés en repos maladie ; 3 614 600 transférés pour travailler dans l'industrie, la défense antiaérienne et les gardes armés ; 1 174 600 envoyés aux troupes et organes du NKVD ; 250 400 transférés au sein des armées polonaise, tchécoslovaque et roumaine ; 436 600 emprisonnés ; 206 000 libérés ; et 212 400 non retrouvés après une désertion, détachés d'un convoi de troupes ou portés disparus dans les districts militaires de l'intérieur[25].
- Pendant la guerre, 422 700 hommes ont été envoyés dans les unités pénitentiaires du front et non démobilisés[47].

La force de 12 840 000 personnes en juin 1945 en inclut 11 390 600 sur le service actif ; 1 046 000 à l'hôpital ; et 403 200 dans les départements civils.

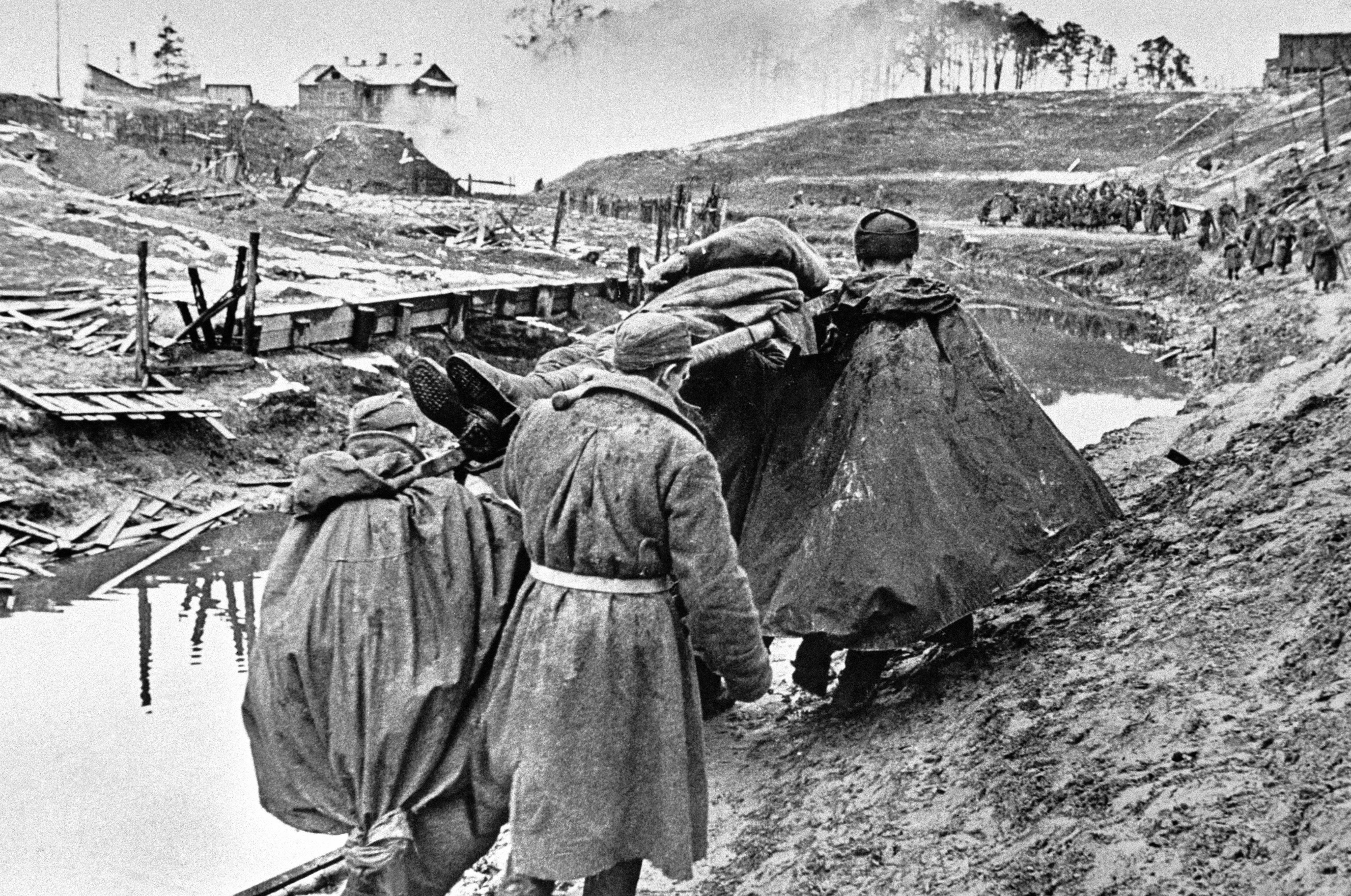
Des soldats russes improvisés ambulanciers transportent un blessé dans une civière sur le front de Leningrad, octobre 1941.

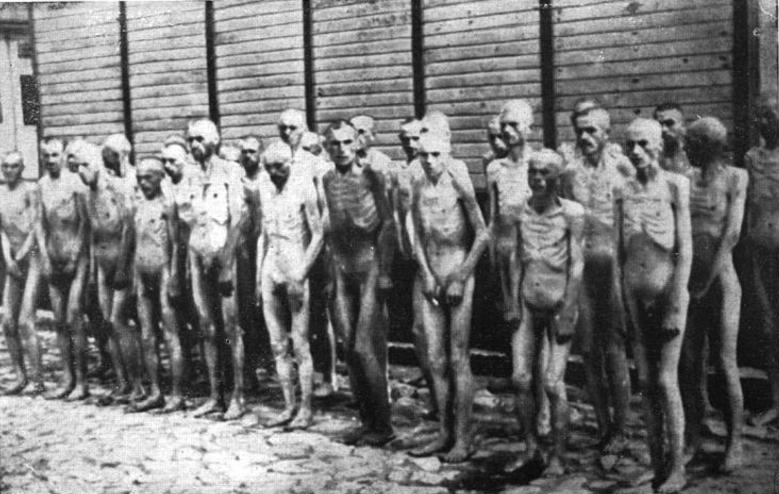
Prisonniers de guerre soviétiques dans le camp de concentration de Mauthausen.

|                                                           | Blessés      | Malades     | Total        |
| --------------------------------------------------------- | ------------ | ----------- | ------------ |
| Total                                                     | 14 685 593   | 7 641 312   | 22 326 905   |
| Parmi ceux-ci :                                           |              |             |              |
| Démobilisés                                               | (3 050 733)  | (747 425)   | (3 798 158)  |
| Remobilisés                                               | (10 530 750) | (6 626 493) | (17 157 243) |
| Décédés (également inclus dans les pertes irrécupérables) | (1 104 110)  | (267 394)   | (1 371 504)  |

| Description                                                    | Pertes irrécupérables | Blessés ou malades | Total des pertes |
| -------------------------------------------------------------- | --------------------- | ------------------ | ---------------- |
| 3e trimestre de 1941                                           | 2 129 677             | 687 626            | 2 817 303        |
| 4e trimestre de 1941                                           | 1 007 996             | 648 521            | 1 656 517        |
| 1er trimestre de 1942                                          | 675 315               | 1 179 457          | 1 854 772        |
| 2e trimestre de 1942                                           | 842 898               | 706 647            | 1 549 545        |
| 3e trimestre de 1942                                           | 1 224 495             | 1 283 062          | 2 507 557        |
| 4e trimestre de 1942                                           | 515 508               | 941 896            | 1 457 404        |
| 1er trimestre de 1943                                          | 726 714               | 1 425 692          | 2 152 406        |
| 2e trimestre de 1943                                           | 191 904               | 490 637            | 682 541          |
| 3e trimestre de 1943                                           | 803 856               | 2 060 805          | 2 864 661        |
| 4e trimestre de 1943                                           | 589 955               | 1 567 940          | 2 157 895        |
| 1er trimestre de 1944                                          | 570 761               | 1 572 742          | 2 143 503        |
| 2e trimestre de 1944                                           | 344 258               | 965 208            | 1 309 466        |
| 3e trimestre de 1944                                           | 510 790               | 1 545 442          | 2 056 232        |
| 4e trimestre de 1944                                           | 338 082               | 1 031 358          | 1 369 440        |
| 1er trimestre de 1945                                          | 557 521               | 1 594 635          | 2 152 156        |
| 2e trimestre de 1945                                           | 243 296               | 618 055            | 861 351          |
| Campagne en Extrême-Orient                                     | 12 031                | 24 425             | 36 456           |
| Sous-total des pertes opérationnelles : Armée et Marine        | 11 285 057            | 18 344 148         | 29 629 205       |
| Pertes des troupes de service frontalier/interne               | 159 100               |                    |                  |
| Sous-total : pertes opérationnelles                            | 11 444 100            |                    |                  |
| Soustrayant les disparus plus tard ré-enrôlés                  | (939 700)             |                    |                  |
| Soustrayant les prisonniers de guerre libérés renvoyés en URSS | (1 836 000)           |                    |                  |
| Total                                                          | 8 668 400             |                    |                  |

Le groupe de Krivocheïev estime les pertes pour la première partie de la guerre, car de 1941 à 1942, aucune division encerclée ou vaincue n'a signalé ses pertes.
Le total des blessés et malades comprend 15 205 592 blessés, 3 047 675 malades et 90 881 cas d'engelures. Le total de 11 444 millions de pertes irrécupérables comprend 1 100 327 morts des suites de blessures à l'hôpital.
Les rapports de terrain indiquent le nombre de blessés et de malades comme étant de 18 344 148, tandis que les registres du service médical militaire indiquent un total de 22 326 905. Selon Krivocheïev, la différence s'explique par le fait que le service médical comprenait du personnel malade qui n'avait pas participé aux combats.

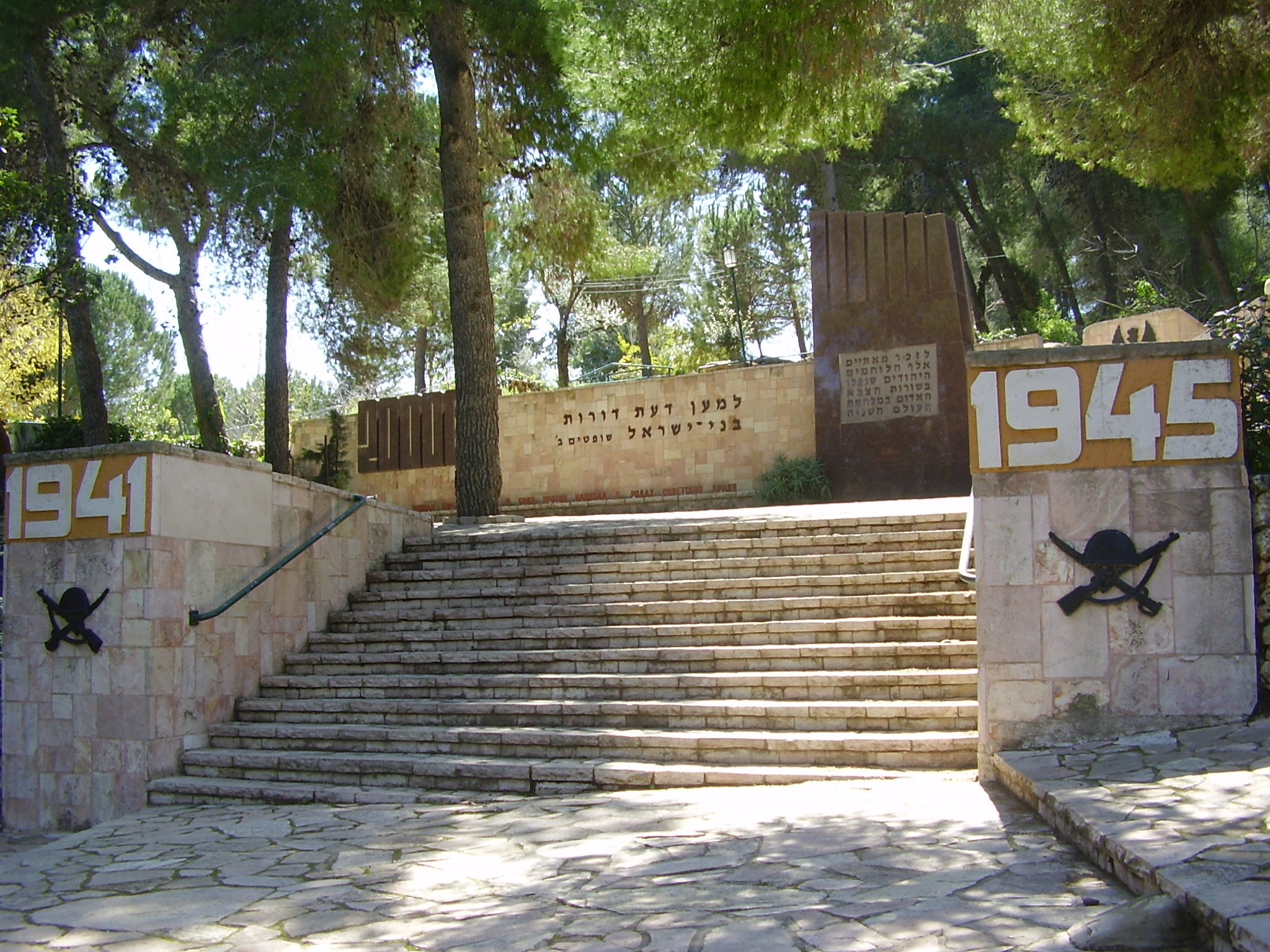
Monument en Israël dédié aux combattant Juifs morts à la guerre au sein de l'armée soviétique.

| Tranche d'âge         | Total des pertes | % des pertes totales |
| --------------------- | ---------------- | -------------------- |
| Moins de 20 ans       | 1 560 000        | 18,0                 |
| 21-25                 | 1 907 000        | 22,0                 |
| 26-30                 | 1 517 000        | 17,5                 |
| 31–35                 | 1 430 200        | 16,5                 |
| 36-40                 | 1 040 200        | 12                   |
| 41–45                 | 693 500          | 8                    |
| 46–50                 | 433 400          | 5                    |
| plus de 50 ans        | 86 700           | 1                    |
| Toutes tranches d'âge | 8 668 400        | 100                  |

### Critique de Krivocheïev
L'analyse de Krivocheïev est contestée par des universitaires indépendants en Russie. Ses détracteurs soutiennent qu'il a sous-estimé le nombre de disparus au combat et de décès de prisonniers de guerre, et les décès de personnel de service dans les hôpitaux de la zone arrière. Makhmout Gareïev, ancien chef adjoint de l'État-major général des forces armées de l'URSS, soutient que les informations publiées sur les victimes soviétiques sont l'œuvre des auteurs individuels et ne sont pas basées sur des données officielles. Selon Gareïev, le gouvernement russe n'a pas divulgué les pertes réelles de la guerre.
- Les données répertoriées dans l'étude Krivocheïev sont contestées, S. N. Mikhalev évalue les pertes des forces de combat à 10 922 000[50] ; l'historien Viktor Zemskov estime le nombre total de morts militaires à 11,5 millions[8]. Dans son livre, Christian Hartmann estime que ce nombre est de 11,4 millions[53]. Certains chercheurs en Russie évaluent les pertes démographiques totales de l'armée à près de 14,0 millions. Le S. N. Mikahlev évalue les pertes totales à 13,7 millions[54]. S. A. Il'Enkov aux archives militaires russes estime que les pertes totales montent à 13,850 millions[9].
- Les critiques de Krivocheïev soutiennent qu'il a sous-estimé le nombre de disparus et de prisonniers de guerre. Selon Viktor Zemskov, le nombre total de prisonniers de guerre morts est de 2,3 millions et le nombre de portés disparus est de 1,5 million ; soit au total, 2,2 millions de plus que Krivocheïev. Il noté que le chiffre comprend les prisonniers militaires ainsi que les milices, les guérilleros, les unités spéciales de divers départements civils[55]. S. N. Mikhalev estime que Krivocheïev a minimisé les pertes irrécupérables de 2,254 millions[50]. Les données publiées en Russie indiquent des pertes de prisonniers de guerre soviétiques de 2 543 000 (5 734 000 capturés, 821 000 enrôlés dans l'armée allemande et 2 371 000 libérés[55],[56])
- 1 046 000 personnes envoyés à l'hôpital ont été déduits de l'effectif total à la fin de la guerre. Dans les chiffres de Krivocheïev, 3 798 000 membres du personnel ont été renvoyés pour des raisons médicales, dont 2 576 000 invalides. Kiriosheev n'inclut pas le solde de 1 222 000 personnes mortes des suites de la guerre. S. A. Il'Enkov, un responsable des archives militaires russes, affirme que « la situation militaire complexe au front ne permettait pas toujours de dresser un bilan complet des pertes, en particulier dans les premières années de la guerre ». Il souligne que les rapports des unités de terrain n'incluaient pas les décès dans les hôpitaux de la zone arrière de blessés et de malades[9]. S. N. Mikhalev évalue les pertes totales à 13,7 millions, sur la base de son analyse des documents du ministère de la Défense indiquant qu'un total de 2,6 millions de militaires sont morts de maladie ou de blessures dans les hôpitaux, soit 1,5 million de plus que le chiffre de l'étude Krivocheïev[54].
- Selon Krivocheïev, sur les 994 300[54] condamnés pour des délits, 422 700[57] ont été envoyés dans des « sous-unités pénales au front ». Mikhalev estime que les sous-unités pénales ne sont pas incluses dans les pertes signalées par les forces sur le terrain[58]. Selon lui, 135 000 militaires ont été exécutés après condamnation, croyant qu'ils ne faisaient pas partie des pertes non liées au combat des unités frontales[58]. Krivocheïev soutient que les soldats exécutées sont inclus dans les pertes non liées au combat des forces de campagne[57]. Krivocheïev répertorie 436 600 personnes supplémentaires comme étant « emprisonnées » pendant la guerre, déduites du total en service actif à la fin de la guerre[57]. Cependant Mikhalev inclut les personnes emprisonnées dans les pertes irrécupérables[50].

#### Décès des prisonniers de guerre
Les chercheurs occidentaux estiment que 3,3 millions des 5,7 millions de prisonniers de guerre soviétiques capturés tout au long de la guerre sont morts en captivités,. Selon les chiffres allemands, 5 734 000 prisonniers de guerre soviétiques ont été faits prisonniers. Entre le 22 juin 1941 et la fin de la guerre, environ 5,7 millions de membres de l'Armée rouge tombent aux mains des Allemands. En janvier 1945, 930 000 d'entre-eux sont encore dans les camps allemands. Un million au plus avait été libéré, dont la plupart étaient des soi-disant « volontaires » (Hilfswillige) pour le service auxiliaire (souvent obligatoire) dans la Wehrmacht. 500 000 autres, selon les estimations du haut commandement de l'armée, avaient fui ou avaient été libérés. Les 3 300 000 restants (57,5% du total) avaient péri. Cependant, d'après Krivocheïev, les Allemands ont affirmé avoir capturé jusqu'à 5,750 millions de prisonniers de guerre. Il maintient que les chiffres de la propagande nazie comprenaient des civils et des réservistes militaires ayant été pris dans l'encerclement allemand. Krivocheïev estime à 4 059 000 le nombre de prisonniers de guerre soviétiques envoyés dans les camps. Il soutient que le chiffre de 3,0 millions de prisonniers de guerre morts rapportés dans les sources occidentales inclut des partisans, des miliciens et des hommes civils d'âge militaire capturé comme prisonniers de guerre au début de la guerre en 1941. En plus des prisonniers détenus par les Allemands, la Roumanie a capturé 82 090 prisonniers de guerre soviétiques, dont 5 221 sont morts, 3 331 se sont échappés et 13 682 ont été libérés. La Finlande a capturé 64 188 prisonniers de guerre soviétiques, au moins 18 318 sont décédés dans des camps de prisonniers de guerre finlandais.

#### Analyse de S. N. Mikhalev
En 2000, S. N. Mikhalev (ru) publie une étude sur les victimes soviétiques. De 1989 à 1996, il est associé de l'Institut d'histoire militaire du ministère de la Défense. Mikhalev conteste le chiffre de Krivocheïev qui cite 8,7 millions de morts militaires à la guerre, évaluant les morts militaires soviétiques à plus de 10,9 millions de personnes sur la base de son analyse des soldats enrôlées. Il appuie que les chiffres officiels ne pouvaient pas être conciliés avec le nombre total d'hommes recrutés et que les décès de prisonniers de guerre étaient sous-estimés. Mikhalev évalue le total des pertes irremplaçables à 13,7 millions ; il pense que les chiffres officiels sous-estiment les prisonniers de guerre et les pertes manquantes, que les décès de militaires reconnus coupables d'infractions ne sont pas inclus dans les pertes globales et que le nombre de personnes décédées des suites de blessures est sous-estimé.
| Description                                      | Krivochev    | Mikhalev     | Mikhalev     | Différence |
| ------------------------------------------------ | ------------ | ------------ | ------------ | ---------- |
| Armée et Marine en juin 1941                     | 4 902 000    | 4 704 000    | [ KMDiff 1 ] | (198 000)  |
| Enrôlé pendant la guerre                         | 29 575 000   | 29 575 000   |              | 0          |
| Démobilisé pendant la guerre                     | (9 693 000)  | (9 693 000)  |              | 0          |
| Armée et Marine en juin 1945                     | (12 840 000) | (11 999 000) | [ KMDiff 4 ] | 841 000    |
| Réservistes conscrits                            | (500 000)    | 0            | [ KMDiff 5 ] | 500 000    |
| Sous-total : pertes opérationnelles              | 11 444 000   | 12 587 000   |              | 1 143 000  |
| Disparus ré-enrôlés                              | (940 000)    | 0            |              | 940 000    |
| Prisonniers de guerre libérés retournent en URSS | (1 836 000)  | (1 836 000)  |              | 0          |
| Pertes du NKVD et des troupes frontalières       | 0            | 159 000      |              | 159 000    |
| Pertes en Extrême-Orient en août 1945            | 0            | 12 000       | [ KMDiff 8 ] | 12 000     |
| Total des pertes irrécupérables                  | 8 668 000    | 10 922 000   | [ KMDiff 9 ] | 2 254 000  |

Notes :
1. ↑  Mikhalev exclut les troupes de construction dont les pertes n'ont pas été incluses dans les rapports de terrain.
2. ↑  Exclut ceux enrôlés à deux reprises.
3. ↑  Krivocheïev comprend ceux envoyés en arrêt maladie, ceux envoyés dans l'industrie, le NKVD ou les unités étrangères et 436 600 emprisonnés après condamnation. Mikhalev maintient que ce chiffre comprend le personnel décédé à l'hôpital des suites de blessures et de maladies et les décès de personnes reconnues coupables d'infractions.
4. ↑  Mikhalev exclut 403 000 soldats de la construction dont les victimes n'ont pas été incluses dans les rapports de terrain et 437 000 emprisonnés après condamnation déjà déduits du nombre de démobilisés
5. ↑  Mikhalev soutient qu'il s'agissait de pertes opérationnelles militaires devant être incluses dans le nombre total de victimes
6. ↑  Les disparus ré-enrôlés étaient des hommes enrôlés dans l'armée soviétique pendant la guerre lors de la libération des territoires occupés. Mikhalev soutient qu'ils ne doivent pas être déduits car inclus dans l'effectif de l'Armée rouge en juin 1945 et que le nombre de conscrits exclut ceux ayant été enrôlés deux fois.
7. ↑  NKVD & Troupes frontalières — Mikhalev ajoute ces pertes au total car elles ne faisaient pas partie du solde de l'Armée rouge en juin 1945.
8. ↑  Mikhalev ajoute ces pertes au total car elles ne faisaient pas partie du bilan de l'Armée rouge en juin 1945.
9. ↑  En outre, Mikhalev estime que 1,8 million de décès supplémentaires à l'hôpital et 1,0 million de personnes reconnues coupables d'infractions doivent être ajoutés au total des pertes irrécupérables

#### Condamné pour délits par l'armée soviétique
Mikhalev inclut dans son chiffre des pertes irrécupérables la mort de 994 300 militaires soviétiques reconnus coupables de délits au cours de la guerre (422 700 envoyés dans des bataillons pénitentiaires, 135 000 exécutés et 436 600 emprisonnés).

#### Base de données des archives militaires russes
Une méthode alternative consiste à déterminer les pertes à partir de la base de données des archives militaires russes des morts de guerre individuels. S. A. Il'Enkov, un responsable des archives militaires russes, affirme que « la situation militaire complexe au front ne permettait pas toujours de dresser un bilan complet des pertes, en particulier dans les premières années de la guerre ». dans les rapports des unités de terrain n'incluaient pas les décès dans les hôpitaux de la zone arrière de blessés. Il appuie que l'information contenue dans les fiches alphabétiques des archives militaires russes « est un trésor inestimable de l'histoire, qui peut aider à résoudre les problèmes du coût de la victoire soviétique», et estime que celles-ci pourraient fournir une comptabilisation des pertes de guerre. Il conclut : « Nous avons établi le nombre de pertes irremplaçables de nos forces armées à l'époque de la Grande Guerre patriotique d'environ 13 850 000. Selon Krivocheïev, la base de données des morts individuelles de guerre ne sont pas fiables, car certains dossiers du personnel sont dupliqués et d'autres ont été omis.

#### Critiques
Les critiques des chiffres officiels du ministère russe de la Défense fondent leurs arguments sur des auto-analyses de documents dans les archives soviétiques et des modèles démographiques de la population soviétique à l'époque de Staline.
- En 2020, le docteur en histoire Mikhail Meltyukhov, qui travaille avec le projet d'archives fédérales russes, déclare que 15,9 à 17,4 millions de civils ont été tués sur le territoire soviétique par les nazis pendant la Grande Guerre patriotique[18].
- Le 14 février 2017, lors d'une audition de la Douma d'État russe, une présentation du législateur Nikolai Zemtsov, membre de l'organisation non gouvernementale du « régiment immortel de Russie », soutient à propos des documents de l'ancien Gosplan soviétique indiquant que les soviétiques morts à la guerre s'élèvent à près de 42 millions (19 millions de militaires et 23 millions de civils[14],[17]). Cependant, les chercheurs estiment ces chiffres comme étant sans fondement sérieux[67].
- Selon Viktor Zemskov, la perte de population due à la guerre est de 20 millions, dont 16 millions de pertes directes et 4 millions de décès dus à la détérioration des conditions de vie. Il soutient que le chiffre de l'Académie des sciences de Russie de 26,6 millions de morts de guerre au total comprend environ 7 millions de décès dus à des causes naturelles sur la base du taux de mortalité qui prévalait avant la guerre. Zemskov maintient que les morts militaires s'élèvent à 11,5 millions, dont près de 4 millions de prisonniers de guerre. D'après lui, le chiffre de 6,8 millions de civils morts dans les régions occupées est surestimé car cela inclut des personnes évacuées vers les zones arrière. Il soumet une estimation de 4,5 millions de civils victimes des nazis ou tués en zone occupée. Zemskov soutient que le chiffre gouvernemental de 2,1 millions de civils morts dus au travail forcé en Allemagne a été gonflé par rapport aux records allemands en temps de guerre qui évaluent le nombre de décès de travailleurs forcés à 200 000[55].
- Selon Mark Solonin, Krivocheïev a couvert des pertes trois à quatre fois plus importantes que celles de l'Allemagne. Il affirme que les sources officielles russes qui énumèrent les décès de 13,7 millions de civils dus à l'occupation allemande comprennent des victimes de la répression stalinienne. Il souligne que les chiffres actuels des civils morts à la guerre sont tirés de sources de l'ère soviétique. Solonin estime les pertes totales à un peu moins de 20 millions. Les morts militaires montent à 10,7 millions[note 2], à l'exclusion de 2,18 millions de soldats portés disparus, dont il suppose que la moitié d'entre eux sont morts. Il affirme que certains ont déserté ou émigré, évoquant la possibilité d'un nombre de morts plus élevé. L'estimation de Solonine indique que 5-6 millions de civils ont été tués par les envahisseurs (dont 2,83 millions de Juifs) et plus d'1 million de civils ont péri dans le siège de Léningrad et à Stalingrad. Selon lui, 6 à 9 millions de Soviétiques sont tombés sous les répressions de Staline, bien que selon les sources officielles russes contemporaines, elles sont incluses parmi les civils morts pendant la guerre[68].
- En 2017, l'historien russe Igor Ivlev évalue les morts de guerre soviétiques à 42 millions de personnes (19,4 millions de militaires et 22,6 millions de civils). Selon Ivlev, les documents du Comité de planification de l'État soviétique dénombre la population soviétique à 205 millions en juin 1941 et 169,8 millions en juin 1945. Compte tenu des 17,6 millions de naissances et 10,3 millions de morts naturelles, laissant près de 42 millions de pertes liées à la guerre selon ses recherches. Les détails des calculs d'Ivlev sont annoncés pour la première fois lors d'une lecture parlementaire sur le nombre de pertes de l'URSS pendant la Grande Guerre patriotique[69],[70]. Les chiffres d'Ivlev sont approuvés par l'organisation civique russe du « régiment immortel de Russie » et ont été récemment discutés dans les médias russes[14]. Ivlev publie un résumé de ses arguments sur le site russe Demoscope Weekly. Selon les calculs d'Ivlev basés sur le nombre de membres du Parti communiste soviétique et du Komsomol enrôlés, les militaires morts et portés disparus sont de 17,8 millions[71].
- Lev Lopukhovsky/Boris Kavalerchik qualifient le transfert par Krivocheïev des pertes militaires aux pertes civiles d'« ingratitude et de blasphème envers leur mémoire », exigeant une ré-examination de l'affaire par le gouvernement russe[72]. Ils déclarent que le groupe de Krivocheïev a minimisé les pertes au cours de la période cruciale de 1941-1942[73],[74],[75].
- En 1996, Boris Sokolov publie une étude estimant le nombre total de morts à 43,3 millions dont 26,4 millions dans l'armée. Les calculs de Sokolov affirment que les chiffres officiels de la population en 1941 ont été sous-estimés de 12,7 millions et la population en 1946 surestimée de 4,0 millions, soit 16,7 millions de morts de guerre supplémentaires, portant le total à 43,3 millions[16].
- V. E. Korol estime le nombre total de morts de guerre soviétiques à 46 millions, dont 23 millions de militaires, ajoutant que le chiffre officiel de 8,7 millions de militaires morts sont « sans fondement », d'après les récits de bataille de tout le front de l'Est. D'après Korol, les chiffres officiels de Krivocheïev est une tentative de dissimuler le mépris de la vie humaine par les chefs militaires sous Staline. Korol cite des auteurs soviétiques écrivant pendant l'ère Glasnost qui ont estimé les pertes en temps de guerre beaucoup plus élevées que les chiffres officiels ; en 1990, le général Guerassimov publie des informations de la base de données des archives militaires russes qui évaluent les pertes à 16,2 millions d'hommes enrôlés et 1,2 million d'officiers. Korol cite respectivement l'historien-archiviste Geller énonçant 46 millions de pertes, dont 23 millions de militaires[15] et A. N. Mertsalov énonçant 14 millions de militaires morts d'après les documents des archives militaires russes[15],[76].
- Perte de population hypothétique pour les enfants à naître en raison de la guerre – Certains auteurs russes ont soutenu que les pertes de guerre devraient également inclure la perte de population hypothétique pour les enfants à naître en raison de la guerre ; en utilisant cette méthodologie, les pertes totales seraient d'environ 46 millions[77].
- Une compilation faite en mars 2008 des individus répertoriés dans les fichiers des fiches porte le total des morts et des disparus à 14 241 000 (13 271 269 hommes enrôlés et 970 000 officiers[78]).

## Comment le taux de mortalité de 56,9% dans l'Armée rouge est devenu connu
Toutes les pertes militaires soviétiques ne sont que des suppositions après la destruction des dossiers des soldats et des sous-officiers en 1953. Tous, sauf ceux des membres du Parti et du Komsomol. Ils sont toujours intacts et donnent l'image générale la plus correcte du nombre de morts de l'Armée rouge.
| Catégorie/Force totale des deux                 | Au 22 juin 1941 | Conscrits   | Admis au parti alors qu'il était en service | Admis au parti du Komsomol | Retraité du Komsomol en raison de l'âge | Invalides commandés | Restés en service | Morts ou manquants                                                                    | Sources et estimations |
| ----------------------------------------------- | --------------- | ----------- | ------------------------------------------- | -------------------------- | --------------------------------------- | ------------------- | ----------------- | ------------------------------------------------------------------------------------- | --- |
| Communistes : 8 063 000                         | 563 000*        | 1 500 000** | 6 000 000***                                | —                          | —                                       | 2 345 000*****      | 1 579 000*****    | 4 139 000 (morts, disparus, déserteurs, autres causes)                                | *ЭВОВ-352, **СОВОВ-955, ***СОВОВ-956, ****"ВОВ Сов. Союза 1941-45 гг.", М.: Воениздат, 1965, с. 589, *****ЭВОВ-360 |
| Membres du Komsomol : 8 230 542                 | 2 000 000*      | 3 500 000*  | 5 000 000**                                 | 1 769 458***               | 500 000****                             | 2 374 000*****      | 726 000*****      | 5 130 542 (morts, disparus, déserteurs, autres causes)                                | *СВЭ-2-401, ЭВОВ-186, **СВЭ-2-401, ЭВОВ-187, ***СВЭ-2-401, ИВОВ-6-367,******"Великая победа советского народа 1941-1945", М.: Наука, 1976, с. 124 |
| Communistes et membres du Komsomol : 16 293 542 | 2 563 000       | 5 000 000   | 11 000 000                                  | —                          | —                                       | 4 408 000*****      | 2 305 000*****    | 9 269 542 (Pertes combinées dans les deux catégories ou 56,9 % de tous les conscrits) | ****Estimations de I. Ivlev selon le nombre de membres du Komsomol dans l'Armée rouge nés en 1913, 1914, 1915, 1916 , *****Estimations de I. Ivlev à partir du nombre d'invalides (11 000 000) selon la part des deux catégories dans les forces armées soviétiques |

Abréviations : ЭВОВ — энциклопедия "Великая Отечественная война 1941-45 гг.", М.: Советская энциклопедия, 1985 г.; ИВОВ - "История Великой Отечественной войны Советского Союза. 1941-1945", М.: Воениздат, 1961-65 гг.; СОВОВ — "Стратегический очерк Великой Отечественной войны 1941-1945 гг.", М.: Воениздат, 1961.
Ce taux de mortalité porte le total des pertes militaires soviétiques à 23 133 829 sur les 40 656 993 conscrits selon les calculs récents d'un historien russe Ivlev, après avoir enquêté sur tous les livres de mémoire. Tous les chiffres proviennent de sources soviétiques,  dans la fiabilité est donc difficile à évaluer.

### Hommes morts à la guerre
Andreev, Darski et Karkova (ADK) évaluent les pertes totales à 26,6 millions. Les auteurs n'ont pas contesté le rapport de Krivoshev de 8,7 millions de militaires décédés. Leur étude démographique a estimé le nombre total de morts de guerre à 26,6 millions, incluant 20,0 millions d'hommes et 6,6 millions de femmes. Au milieu de 1941, l'URSS a accueilli 8,3 millions de femmes supplémentaires ; en 1946, cet écart était passé à 22,8 millions, soit une augmentation de 13,5 millions.

## Pertes civiles

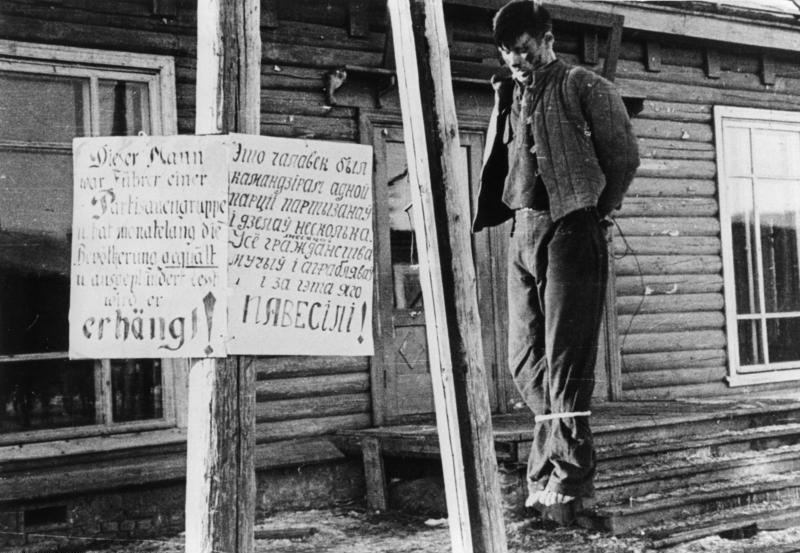
Partisan biélorusse pendu à Minsk, 1942.

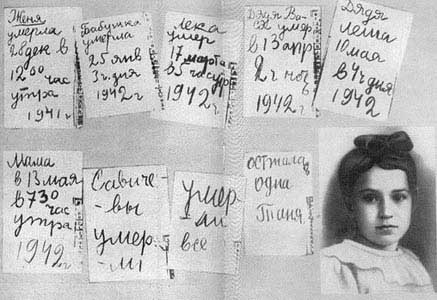
Tania Savitcheva, 12 ans, écrivit sur un carnet la date et l'heure de la mort de ses proches pendant la siège de Léningrad. Sa dernière note dit : tout le monde est mort, il ne reste que Tania.

Un article de 1995 publié par le M. V. Philimoshin, un associé du ministère russe de la Défense, estime à 13,7 millions le nombre de morts parmi les civils dans les régions occupées par l'Allemagne. Philimoshin cite des sources de l'ère soviétique pour étayer ses chiffres et utilise les termes « génocide » et « extermination préméditée » en se référant à la mort de 7,4 millions de civils causés par la violence directe et intentionnelle. Les civils tués en représailles pendant la guerre des partisans soviétiques représentent une part importante. Philimoshin estime que le nombre de décès de travailleurs forcés civils en Allemagne s'élève à 2,1 millions. L'Allemagne avait une politique de confiscation forcée de la nourriture qui a entraîné la mort d'environ 6% de la population, soit 4,1 millions. Des sources gouvernementales russes citent actuellement ces chiffres de victimes civiles dans leurs déclarations officielles.
| Décès causés par le résultat d'actes de violence directs et intentionnels | 7 420 135  |
| Décès de travailleurs forcés en Allemagne                                 | 2 164 313  |
| Décès dus à la famine et aux maladies dans les régions occupées           | 4 100 000  |
| Total                                                                     | 13 684 448 |

- Les sources citées pour ces chiffres datent de la période soviétique[21]. La statistique de 7,420 millions de civils morts à la guerre sont contestés par Viktor Zemskov qui pense que le nombre réel tourne autour des 4,5 millions. Selon lui, les chiffres officiels comprennent des prisonniers de guerre, des personnes ayant émigré du pays et des miliciens/combattants partisans. Selon son analyse, le chiffre de 2,164 millions de décès de travailleurs forcés comprend le solde des pertes non déclaré dans le chiffre de Krivocheïev invoquant 8,668 millions de militaires morts à la guerre, y compris les prisonniers de guerre[8],[46],[55].
- Les pertes civiles comprennent 57 000 tués dans des raids de bombardement (40 000 à Stalingrad et 17 000 à Léningrad)[21].
- Les sources russes incluent les morts de l'Holocauste parmi le nombre total de civils morts. Gilbert évalue les pertes juives à un million à l'intérieur des frontières de 1939 ; les décès de la Shoah au sein des territoires annexés s’élèvent à 1,5 million, portant le total des morts de confessions juives à 2,5 millions[83].
- Les pertes civiles comprennent les morts lors du siège de Léningrad. Selon David Glantz, l'estimation soviétique de 1945 présentée au procès de Nuremberg est de 642 000 morts parmi les civils. Il note qu'une source de l'ère soviétique de 1965 estime le nombre de morts au siège de Léningrad à « supérieur à 800 000 » et qu'une source russe de l'année 2000 monte à 1 000 000[84]. D'autres historiens russes évaluent le nombre de morts à Leningrad entre 1,4 et 2,0 millions[85].
- Des sources russes cite le nombre de 4,1 millions de morts de famine dans les régions occupées par l'Allemagne[27]. Des sources russes rapportent également 2,5 à 3,2 millions de civils soviétiques décédés en raison de la famine et de la maladie dans le territoire non occupé de l'URSS, causé par les pénuries de guerre dans les zones arrière[86].
- Ces pertes comptent pour la période entre 1941 et 1945 dans les frontières de 1946-1991 de l'URSS[3]. Sont inclus dans les pertes civiles les morts dans les territoires annexés par l'URSS en 1939-1940 dont 600 000 dans les États baltes[51] et 1 500 000 en Pologne orientale (500 000 Polonais de souche et 1 million de Juifs[87]).
- Les documents des archives soviétiques chiffrent le nombre total de morts de prisonniers au Goulag entre 1941 et 1945 à 621 637. Dans un rapport de 1995, Viktor Zemskov déclare : « en raison de difficultés générales en 1941-1945 dans les camps, le Goulag et les prisons, environ 1,0 million de prisonniers sont morts[28] — Les décès résultant de conditions difficiles, comme le manque de nourriture et de médicaments, sur le territoire soviétique non occupé par les Allemands étaient dus à des pénuries en temps de guerre.».

## Pertes totales de population

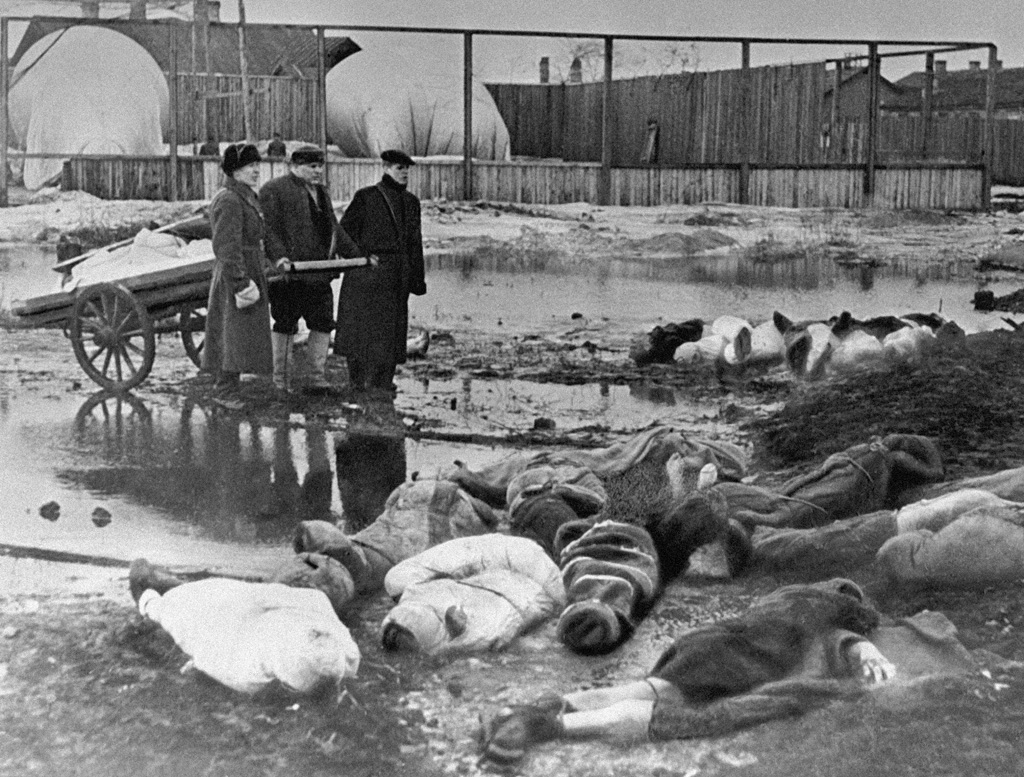
Cimetière de Volkovo, Léningrad, 1942.

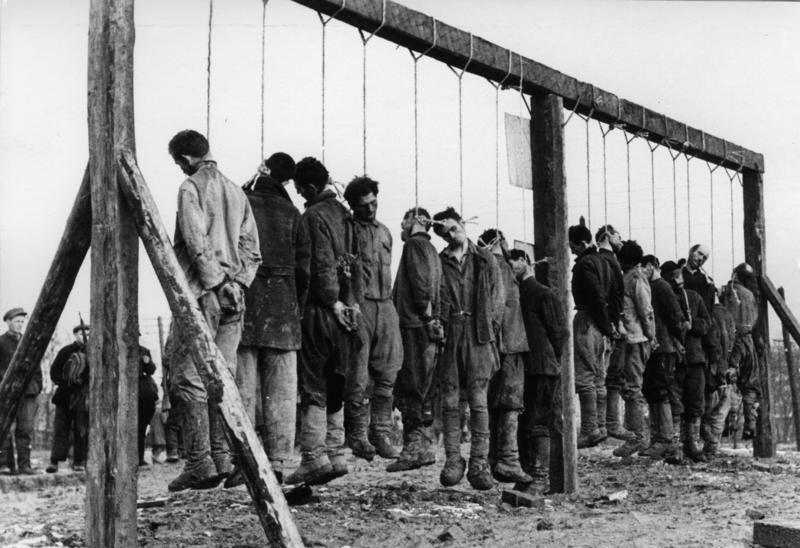
Des hommes sont pendus par les troupes allemandes, suspectés de partisanerie quelque part en Union soviétique, janvier 1943.

### Études démographiques des pertes de population

#### Études d'Andreev, Darski et Kharkova
E. M. Andreev, L. E. Darski et T. L. Kharkova (« ADK ») sont les auteurs de The Population of the Soviet Union 1922-1991, publié par l'Académie des sciences russe en 1993. Andreev a travaillé au Département de l'Institut de recherche démographique du Bureau central des statistiques (maintenant l'Institut de recherche sur les statistiques du Service statistique fédéral de la Russie). L'étude évalue le total des pertes de guerre soviétiques à 26,6 millions. En 2015, c'est le chiffre officiel du gouvernement russe pour les pertes totales. Ces pertes représentent une estimation démographique plutôt qu'une comptabilité exacte.
| Population en juin 1941                                                     | 196 700 000  |
| Naissances en période de guerre                                             | 12 300 000   |
| Décès de causes naturelles pendant la guerre de ceux vivant avant la guerre | (11 900 000) |
| Morts liées à la guerre de personnes en vie avant la guerre                 | (25 300 000) |
| Décès liés à la guerre de personnes nées pendant la guerre                  | (1 300 000)  |
| Population totale le 1er janvier 1946                                       | 170 500 000  |

Notes :
- Selon Andreev, Darski et Kharkova (« ADK »), la perte totale de population due à la guerre est de 26,6 millions (1941-1945)[3]. Ils soutiennent qu'entre 9 et 10 millions du total des morts de guerre soviétiques sont dus à la détérioration des conditions de vie dans l'ensemble de l'URSS, y compris les régions n'étant pas sous occupation allemande[3]. Le nombre 26,6 millions est basé sur l'hypothèse que l'augmentation de la mortalité infantile en temps de guerre est de 1,3 million et que le nombre de personnes décédées de causes naturelles diminua pendant la guerre. Globalement, le taux annuel de mortalité (personnes décédées de causes naturelles) est passé de 2,17 % en 1940 à 1,58 % en 1946[88]. La baisse des personnes décédées de causes naturelles pendant la guerre est due au fait qu'un nombre disproportionné d'adultes, en particulier les hommes ayant été tués pendant la guerre, que les personnes de moins de 18 ans et les femmes qui ont survécu. Le chiffre des naissances pendant la guerre est basé sur une enquête d'après-guerre sur l'indice synthétique de fécondité qui a mis le nombre de naissances pendant la guerre à environ la moitié du niveau d'avant-guerre. Les principaux domaines d'incertitude sont les chiffres estimés de la population dans les territoires annexés de 1939 à 1945 et la perte de population due à l'émigration pendant et après la guerre. Les chiffres incluent les victimes de la répression soviétique et les décès de citoyens soviétiques pendant le service militaire allemand[89]. Michael Haynes note : « Nous ne connaissons pas le nombre total de décès à la suite de la guerre et des politiques connexes ». Nous savons que l'estimation démographique des décès excédentaires est de 26,6 millions, ajoutés aux 11,9 millions de morts naturelles de personnes nées avant la guerre et 4,2 millions d'enfants nés pendant la guerre comme cela se seraient produits en temps de paix, portant le total des décès toutes causes confondus à 42,7 millions. À l'heure actuelle, le nombre total réel de décès causés par la guerre est inconnu puisque parmi les 16,1 millions de « morts naturelles » certaines seraient mortes pour quelconques raisons et d'autres des suites de la guerre[5].
- Les décès de civils ont été détaillés dans l'étude russe Pertes humaines de l'URSS pendant la Seconde Guerre mondiale[21]. — Décès de civils par des actes de violence intentionnels : 7 420 000[21] ; — Décès de travailleurs forcés : 2 164 000[21] ; — Décès dus à la famine et aux maladies : 8 500 000 (dont 4,1 millions dans les territoires occupés[21]).
- Le total officiel des morts militaires selon l'analyse de Krivocheïev est de 8 668 000[25]. Le ministère russe de la Défense soutient que leur chiffre de 8,668 millions est correcte sur la base d'un rapprochement des personnes enrôlées[25]. Le bilan officiel de 2 164 000 morts dû au travail forcé pourrait inclure des prisonniers de guerre considérés comme des civils par l'armée. Les critiques de Krivocheïev sont appuyées par le fait que les morts à la guerre doivent inclure 2,9 autres millions de personnes, selon son analyse, le nombre de prisonniers de guerre et de disparus est sous-estimé dans les chiffres officiels. Viktor Zemskov évalue le nombre total de morts militaires (1941-1945) à 11,5 millions[8]. Une étude universitaire récente évalue le nombre de morts militaires soviétiques à 11,4 millions[90].
- En plus des décès de guerre, 622 000 personnes sont restées à l'étranger après le conflit[3].
- Les naissances et les décès naturels pendant la guerre sont des estimations approximatives car les statistiques de l'état civil demeurent inexactes.
- Les chiffres n'incluent pas environ 20 millions d'enfants non nés parce que la guerre fit baisser les taux de fécondité/natalité.
- « ADK » souligne que la population de début en 1941 et la population de fin au 1er janvier 1946 sont des estimations approximatives puisque les chiffres pour les territoires annexés en 1939-1940 et l'émigration de l'URSS pendant la guerre sont basés sur des informations fragmentaires.

| Tranche d'âge                    | Mi-1941 – Hommes (millions) | 1941-1945 Décès de guerre masculins (millions) | % Tranche d'âge | Mi-1941 – Femmes (millions) | 1941-1945 Décès de guerre féminins (millions) | % Tranche d'âge | Mi-1941 – Population totale (millions) | 1941-1945 Total des décès de guerre (millions) | % Tranche d'âge | Décès excessifs masculins (millions) |
| -------------------------------- | --------------------------- | ---------------------------------------------- | --------------- | --------------------------- | --------------------------------------------- | --------------- | -------------------------------------- | ---------------------------------------------- | --------------- | ------------------------------------ |
| 0-14                             | 27,879                      | 1,425                                          | 5,1%            | 27,984                      | 1,398                                         | 5,0 %           | 55,863                                 | 2,823                                          | 5,1%            | 0,027                                |
| 15-19                            | 11,092                      | 1,064                                          | 9,6%            | 11 220                      | 0,340                                         | 3,0%            | 22,312                                 | 1,404                                          | 6,3%            | 0,723                                |
| 20-34                            | 24,948                      | 9,005                                          | 36,1%           | 26 330                      | 2 663                                         | 10,1%           | 51,278                                 | 11,668                                         | 22,8%           | 6,342                                |
| 35–49                            | 18,497                      | 6,139                                          | 33,2%           | 20 236                      | 781                                           | 3,9%            | 38,733                                 | 6,920                                          | 17,9%           | 5,358                                |
| + 49                             | 11,999                      | 2,418                                          | 20,2%           | 16 976                      | 1 380                                         | 8,1%            | 28,975                                 | 3,798                                          | 13,1%           | 1,038                                |
| Toutes tranches d'âge confondues | 94,415                      | 20,051                                         | 21,2%           | 102 746                     | 6 562                                         | 6,4%            | 197.161                                | 26,613                                         | 13,5%           | 13,489                               |

Notes :
- 0-14 ans – Les décès de 2,8 millions d'enfants est principalement due à la famine et aux maladies causées par la guerre.
- 15–19 ans – La surmortalité de 724 000 hommes par rapport aux femmes est principalement due aux pertes militaires, bien que l'âge minimum pour une mobilisation en temps de guerre est de 18 ans.
- 20–34 ans – Le nombre excessif de décès de 6 342 000 hommes par rapport aux femmes est principalement dû aux pertes militaires. La mort de 2 663 000 femmes montrent leurs implications dans la guerre (notamment au sein de la partisanerie), victimes des représailles nazies.
- 35-49 ans – L'excès de décès de 5 358 000 hommes par rapport aux femmes est principalement dû aux pertes militaires.
- Plus de 49 ans – L'excès de décès de 1 038 000 hommes par rapport aux femmes est principalement dû aux pertes militaires. Certains ont servi dans les forces armées. D'autres ont été impliqués dans la guerre partisane et victimes des représailles nazies.
- Tous âges confondus – Le nombre excessif de décès de 13 489 000 hommes par rapport aux femmes est principalement dû aux pertes militaires des forces régulières ainsi que des forces partisanes. Les chiffres indiquent clairement que de nombreux civils soviétiques sont morts pendant la guerre à cause des représailles, de la famine et de la maladie.

#### Les listes électorales aux élections de 1946
Une autre étude, L'histoire démographique de la Russie 1927-1959, analyse les électeurs lors des élections soviétiques de février 1946 pour estimer la population survivante de plus de 18 ans à la fin de la guerre. La population de moins de 18 ans est estimée sur la base du recensement de 1959. Les registres officiels ont répertorié 101,7 millions d'électeurs inscrits et 94,0 millions d'électeurs réels, soit 7,7 millions de moins que le chiffre attendu. Kharkova (« ADK ») estime que les résultats officiels des élections de 1946 ne sont pas une bonne source pour estimer la population : le total des électeurs attendus devait être augmenté de 10,5 millions parce que la liste des électeurs excluait les personnes privées de leurs droits, en prison ou en exil. De nombreux jeunes militaires n'ont pas participé à l'élection, ajoutée à une surestimation des femmes dans les zones rurales sans passeport interne cherchant à éviter les travaux forcés obligatoires. Le total des électeurs comprenait 29,9 millions de femmes « en excès ». D'après « ADK », selon le nombre d'électeurs attendus, l'écart entre les hommes et les femmes est de 21,4 millions, ce qui se rapproche de l'écart de 20,7 millions révélé par le recensement de 1959. La population d'avant-guerre de 1939 (y compris les territoires annexés) comptait un excès de 7,9 millions de femmes. L'analyse d'« ADK » révèle que l'écart avait augmenté d'environ 13,5 millions,,.

#### Sources alternatives de pertes démographiques
Le démographe russe Rybakovsky trouve un large éventail d'estimations du nombre total de morts à la suite de la guerre. Il estime la population réelle en 1941 à 196,7 millions et le total de pertes à 27-28 millions. Il cite des nombres allant de 21,7 à 46 millions. Rybakovsky reconnait que les composants utilisés pour calculer les pertes sont incertains et contestés.
Les estimations de la population pour le milieu de 1941 varient de 191,8 à 200,1 millions, tandis que la population à la fin de 1945 varie de 167,0 millions jusqu'à 170,6 millions. Sur la base du taux de natalité d'avant-guerre, le déficit de population est d'environ 20 millions de naissances en 1946. Certains sont nés puis morts pendant la guerre, tandis qu'une part n'est jamais née. Seules des estimations approximatives sont disponibles pour chaque groupe. Les estimations de la population des territoires annexés de 1939 à 1945 vont de 17 à 23 millions de personnes.
Rybakovsky fournit une liste des différentes estimations des pertes de guerre soviétiques par des universitaires russes depuis 1988.
| Analyste                       | Décès (en millions) |
| ------------------------------ | ------------------- |
| A. Kvasha (1988)               | 26–27               |
| A. Samsonov (1988)             | 26–27               |
| Yu. Polyakov (1989)            | 26–27               |
| LL Rybakovsky (1989)           | 27–28               |
| I. Kourganov (1990)            | 44                  |
| S. Ivanov (1990)               | 46                  |
| EM Andreev (1990)              | 26,6                |
| A. Samsonov (1991)             | 26–27               |
| A. Chevyakov (1991)            | 27,7                |
| A. Chevyakov (1992)            | 29,5                |
| V. Eliseev, S. Mikhalev (1992) | 21,8                |
| A. Sokolov (1995)              | 21,7-23,7           |
| Boris Sokolov (1998)           | 43,3                |

### Estimations des pertes par Républiques individuelles
Anciennes Républiques soviétiques
Les nations contemporaines autrefois « Républiques soviétiques » contestent l'analyse de Krivocheïev. Dans une émission en direct du 16 décembre 2010 « Une conversation avec Vladimir Poutine », il est noté qu'à juste titre, la fédération de Russie avait subi les plus grandes pertes proportionnelles pendant la Seconde Guerre mondiale, soit 70 % du total. Les estimations officielles des anciennes républiques de l'URSS font état de pertes militaires dépassant de 3,5 fois celles du rapport de Krivocheïev. Le site Web sovsekretno.ru prétend qu'il n'existe aucun ouvrage de mémoire publiés en URSS, en Russie et dans les autres républiques contemporaines dans les années 80 et 90 répertoriant les victimes de 25 % ou moins du projet, mais il existe de nombreux livres de mémoire avec 50 % et plus, certains parlant d'un taux de mortalité de 70, 75, 76 et jusqu'à 79 % parmi les conscrits[pas clair],.
(A) Les autorités ukrainiennes et les historiens contestent ardemment ces chiffres. Les pertes militaires à elles seules peuvent être estimées à plus de 7 millions, selon le dernier volume du livre ukrainien À la mémoire de la postérité et des recherches de V. E. Korol, écrit un docteur en histoire américain (ex-soviétique) Vilen Lyulechnik. L'ancien président ukrainien Victor Ianoukovitch maintient que l'Ukraine a perdu plus de 10 millions de personnes pendant la Seconde Guerre mondiale.
(B) Selon le professeur V. Lemeshonok, historien militaire biélorusse, les pertes militaires biélorusses, y compris les partisans et les membres de groupes clandestins, dépassent 682 291.
(C) Le livre de mémoire du gouvernement du Tatarstan contient les noms d'environ 350 000 habitants de la république, pour la plupart des Tatars.
(D) L'historien israélien Yitzhak Arad soutient qu'environ 200 000 Juifs soviétiques ou 40 % de tous les soldats du contingent ont été tués lors de batailles ou en captivité – il s'agit du pourcentage le plus élevé de toutes les nations de l'URSS.
(E) Le Kazakhstan estime ses pertes militaires à 601 029.
(F) Les Arméniens estiment leurs pertes militaires à plus de 300 000.
(G) Les Géorgiens estiment également leurs pertes militaires à plus de 300 000.
(I) Parmi les autres, les Azerbaïdjanais revendiquent 300 000 pertes militaires, les Bachkirs environ 300 000, les Mordves 130 000 et les Tchouvaches 106 470. Mais l'une des figures les plus tragiques vient d'une République d'Extrême-Orient de Yakoutie et de sa petite nation. 37 965 citoyens, principalement des Yakoutes, soit 60,74 % des 62 509 enrôlés ne sont pas rentrés chez eux et 7 000 sont considérés comme disparus. Environ 69 000 sont morts d'une grave famine au sein de la République. Cette nation n'a pas pu restaurer sa population même sous le recensement de 1959,,. Les estimations record de 700 000 victimes militaires sur un total de 1,25 million de citoyens turkmènes (dont un peu moins de 60 % de Turkmènes) sont attribués à l'ancien président turkmène Saparmyrat Nyýazow. Les historiens ne les considèrent pas comme dignes de confiance.

### Pertes estimées pour chaque République soviétique
L'historien russe Vadim Erlikman évalue le nombre total de morts de guerre à 10,7 millions, dépassant les 8,7 millions de Krivocheïev. Ces deux millions supplémentaires incluraient vraisemblablement des prisonniers de guerre soviétiques morts en captivité, des partisans et des milices.
| République soviétique | Population en 1940 | Pertes militaires | Pertes civiles | Total      | % de décès (pop. de 1940) |
| --------------------- | ------------------ | ----------------- | -------------- | ---------- | ------------------------- |
| RSS d'Arménie         | 1.320.000          | 150 000           | 30 000         | 180 000    | 13,6%                     |
| RSS d'Azerbaïdjan     | 3 270 000          | 210 000           | 90 000         | 300 000    | 9,1%                      |
| RSS de Biélorussie    | 9 050 000          | 620 000           | 1 670 000      | 2 290 000  | 25,3%                     |
| RSS d'Estonie         | 1 050 000          | 30 000            | 50 000         | 80 000     | 7,6%                      |
| RSS de Géorgie        | 3 610 000          | 190 000           | 110 000        | 300 000    | 8,3%                      |
| RSS kazakhe           | 6 150 000          | 310 000           | 350 000        | 660 000    | 10,7%                     |
| RSS kirghize          | 1.530.000          | 70 000            | 50 000         | 120 000    | 7,8%                      |
| RSS de Lettonie       | 1 890 000          | 30 000            | 230 000        | 260 000    | 13,7%                     |
| RSS de Lituanie       | 2 930 000          | 25 000            | 350 000        | 375 000    | 12,7%                     |
| RSS moldave           | 2 470 000          | 50 000            | 120 000        | 170 000    | 6,9%                      |
| RSFS de Russie        | 110 100 000        | 6 750 000         | 7 200 000      | 13 950 000 | 12,7% (A)                 |
| RSS du Tadjikistan    | 1.530.000          | 50 000            | 70 000         | 120 000    | 7,8%                      |
| RSS du Turkménistan   | 1 300 000          | 70 000            | 30 000         | 100 000    | 7,7%                      |
| RSS d'Ouzbékistan     | 6 550 000          | 330 000           | 220 000        | 550 000    | 8,4%                      |
| RSS d'Ukraine         | 41 340 000         | 1 650 000         | 5 200 000      | 6 850 000  | 16,3% (B)                 |
| Non identifié         | -                  | 165 000           | 130 000        | 295 000    |                           |
| Total en URSS         | 194 090 000        | 10 700 000        | 15 900 000     | 26 600 000 | 13,7%                     |

- La source provient de Vadim Erlikman : Poteri narodonaseleniia v XX veke : spravochnik. Moscou 2004. (ISBN 5-93165-107-1) p. 23-35.
Erlikman note que ces chiffres sont ses estimations. Ce tableau comprend les pertes civiles dans les républiques de Transcaucasie et d'Asie centrale dues à la famine et aux maladies causées par les pénuries en temps de guerre.

### Base de données commémorative OBD

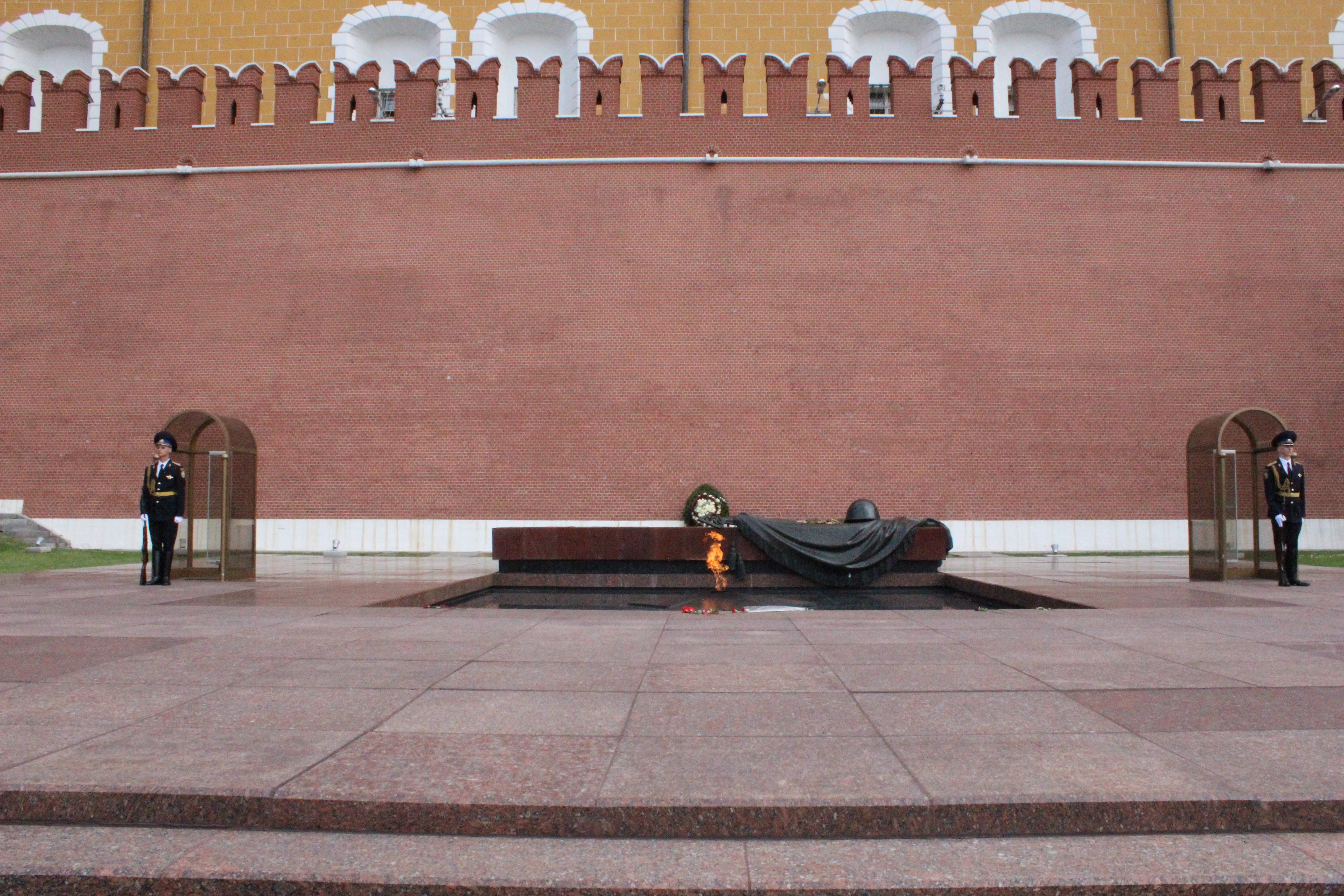
Tombe du soldat inconnu à Moscou.

Les noms des soldats soviétiques morts à la guerre sont présentés dans la base de données commémorative OBD (Banque centrale de données) en ligne.

## Causes

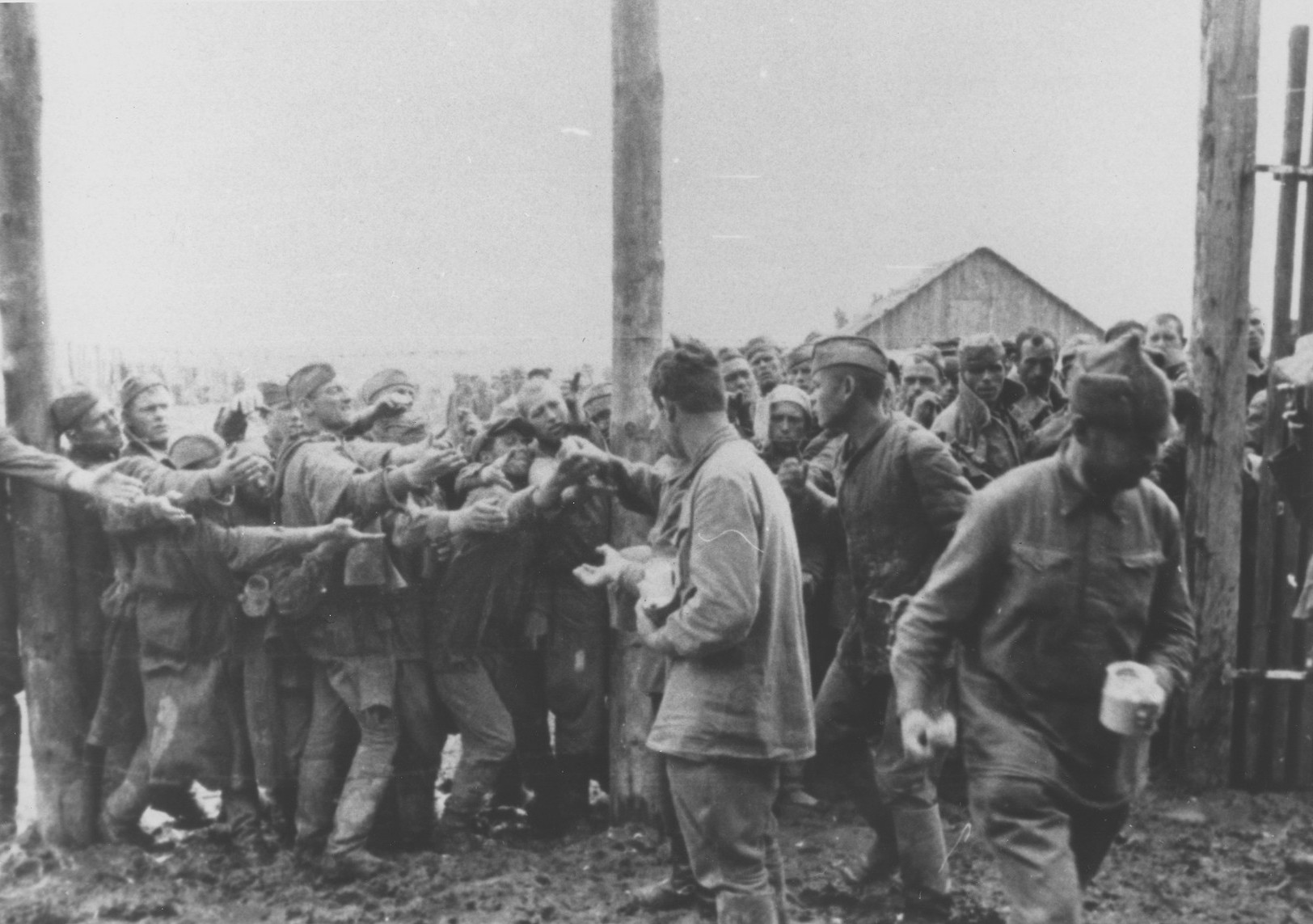
Prisonniers de guerre soviétiques détenus dans un camp allemand.

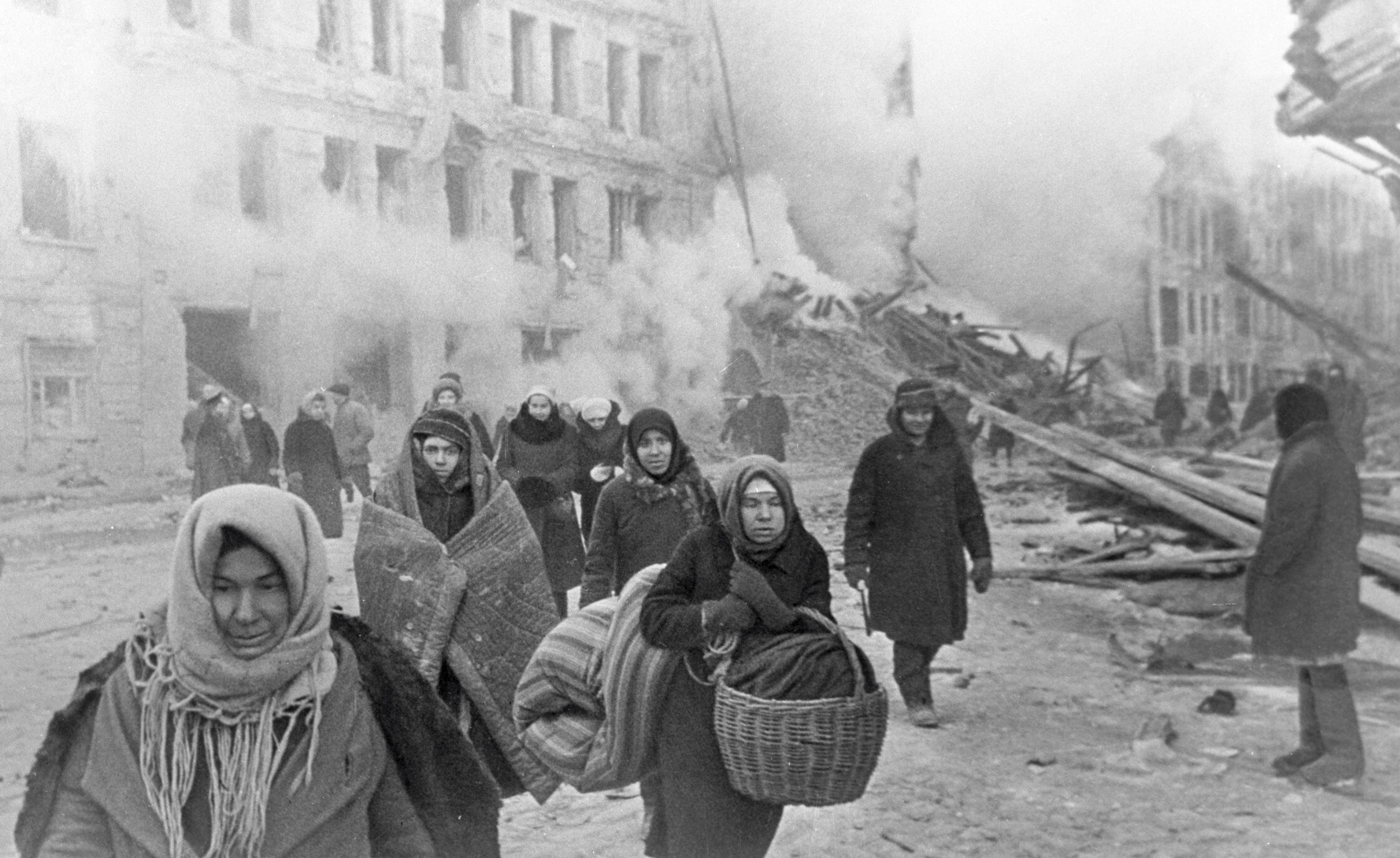
Citoyens de Léningrad quittant leurs maisons détruites par les bombardements allemands.

L'Armée rouge a subi des pertes catastrophiques d'hommes et de matériel au cours des premiers mois de l'invasion allemande,. Au printemps 1941, Staline ignore les avertissements de ses services de renseignement d'une invasion allemande planifiée et refuse de mettre les forces armées en état d'alerte. La majeure partie des unités de combat soviétiques sont déployées dans les régions frontalières dans un état de préparation inférieur. Face à l'assaut allemand, les forces soviétiques sont prises par surprise. Un grand nombre de soldats soviétiques sont capturés et beaucoup périront en raison des mauvais traitements brutaux infligés aux prisonniers de guerre par les nazis. Earl F. Ziemke maintient que les pertes soviétiques élevées peuvent être attribuées à « des services médicaux moins efficaces et aux tactiques soviétiques, qui tout au long de la guerre ont eu tendance à être coûteuses en termes de vie humaine».
Les érudits russes attribuent le nombre élevé de morts civiles au Generalplan Ost qui considérait les peuples soviétiques comme « sous-humains », et utilisent les termes « génocide » et « extermination préméditée » pour désigner les pertes civiles dans l'URSS occupée. Les politiques d'occupation allemandes mises en œuvre dans le cadre du Hungerplan entraînent la confiscation des stocks de nourriture, entraînant la famine dans les régions occupées. À l'époque soviétique, la campagne partisane derrière les lignes est présentée comme la lutte de la population locale contre l'occupation allemande. Pour supprimer les unités de partisans, les forces d'occupation nazies s'engagent dans une campagne de représailles brutales contre des civils innocents. Les combats intensifs détruisent des terres agricoles, des infrastructures et des villes entières, laissant une grande partie de la population sans abri et sans nourriture. Pendant la guerre, des civils soviétiques ont été emmenés en Allemagne comme travailleurs forcés dans des conditions inhumaines,.

## Résumé des estimations et de leurs sources
Les estimations des pertes soviétiques pendant la Seconde Guerre mondiale s'étalent de 7 millions à plus de 43 millions. Pendant l'ère communiste en Union soviétique, les écrits historiques sur la Seconde Guerre mondiale étaient soumis à la censure et seules les données statistiques officielles approuvées étaient publiées. En URSS pendant la période Glasnost sous Gorbatchev et dans la Russie post-communiste, les victimes de la Seconde Guerre mondiale ont été réévaluées et les chiffres officiels révisés.

### 1946 à 1987
En mars 1946, Joseph Staline déclare que les pertes de guerre soviétiques montent à 7 millions de morts. Ce sera le chiffre officiel jusqu'à l'ère Khrouchtchev. En novembre 1961, Nikita Khrouchtchev revoit à la hausse le bilan des pertes soviétiques, estimé dorénavant à 20 millions ; ce sera le chiffre officiel jusqu'à l'ère Gorbatchev de Glasnost,. Leonid Brejnev évalue en 1965 le nombre de morts soviétiques dans la guerre à « plus de 20 millions». Ivan Konev, lors d'une conférence de presse du ministère soviétique de la Défense, déclare en mai 1965 le nombre de militaires soviétiques morts pendant la Seconde Guerre mondiale : 10 millions. En 1971, le démographe soviétique Boris Urlanis ré-évalue les pertes à 20 millions dont 6 074 000 civils et 3 912 000 prisonniers de guerre tués par l'Allemagne nazie, les militaires morts étant évalués à 10 millions.
Des documents de la Commission extraordinaire de l'État préparés en mars 1946, mais publiés jusqu'aux années 1990, répertorie 6 074 857 civils tués, 3 912 283 prisonniers de guerre décédés, 3 999 796 morts pendant des travaux forcés et 641 803 civils morts de famine pendant le siège de Leningrad. L'État-major soviétique évalue les pertes à 8 668 000 morts et disparus, mais les chiffres de celui-ci ne seront publiés qu'en 1993. Ajouté à 688 772 citoyens soviétiques restés dans les pays occidentaux après la guerre ont été inclus dans les pertes de guerre.

### 1988 à 1992
Pendant la période Glasnost, le chiffre officiel de 20 millions de morts est contestée par les savants soviétiques. En 1988-1989, les estimations de 26 à 28 millions de morts apparaissent dans la presse soviétique. L'érudit russe Dmitry Volkogonov (en), écrivain à cette époque, estime le nombre total de morts à 26-27 millions, dont 10 millions dans l'armée. En mars 1989, Mikhaïl Gorbatchev créé un comité pour enquêter sur les pertes de guerre soviétiques. Dans un discours de mai 1990, Gorbatchev cite des données faisant état de « près de 27 millions de morts ». Ce chiffre révisé est le résultat de recherches menées par le comité mis en place par Gorbatchev qui estime le nombre total de morts de guerre entre 26 et 27 millions. En janvier 1990, M. A. Moiseev, chef d'État-major général des forces armées soviétiques, révèle pour la première fois dans une interview que les morts de guerre militaires soviétiques totalisent 8 668 400. En 1991, l'universitaire russe A. A. Shevyakov publie un article avec un résumé des pertes civiles basé sur son analyse des dossiers d'archives de la Commission extraordinaire de l'État soviétique, les morts civils étant estimés à 17,7 millions. Dans un deuxième article en 1992, A. A. Shevyakov cite un chiffre de 20,8 millions de civils morts ; aucune explication de la différence n'a été donnée,,.

### Publications russes en Occident, 1950-1983
En 1949, le colonel soviétique Kalinov fait défection à l'Ouest, où il publie un livre affirmant que les dossiers soviétiques indiquent la perte militaire de 13,6 millions d'hommes, dont 2,6 millions de prisonniers de guerre décédés,. Sergei Maksudov, un démographe Russe vivant à l'Ouest, estime les pertes de guerre entre 24,5 et 27,4 millions, dont 7,5 millions de militaires décédés,,. Le mathématicien soviétique Iosif G. Dyadkin publie une étude aux États-Unis indiquant les pertes totales de la population soviétique de 1939 à 1945, dues à la guerre et à la répression politique, à 30 millions. Dyadkin fut emprisonné pour avoir publié cette étude à l'Ouest.

### Savants occidentaux
Les historiens écrivains en dehors de l'Union soviétique et de la Russie ont évalué les diverses sources en langue russe et ont proposé leurs estimations des morts de guerre soviétiques. Voici une liste d'estimations d'universitaires reconnus publiées en Occident.
| Source                                        | Pertes militaires                                            | Pertes civiles                                                           | Total                                                                             |
| --------------------------------------------- | ------------------------------------------------------------ | ------------------------------------------------------------------------ | --------------------------------------------------------------------------------- |
| Frank Lorimer (1946),                         | 5 000 000                                                    | 11 000 000                                                               | 16 000 000 (dans les frontières de 1940)                                          |
| Pierre George (1946)                          | 7 000 000                                                    | 10 000 000                                                               | 17 000 000                                                                        |
| N. S. Timasheff (1948)                        | 7 000 000                                                    | 18 300 000                                                               | 25 300 000                                                                        |
| Helmut Arntz (1953),                          | 13 600 000                                                   | 7 000 000                                                                | Plus de 20 000 000                                                                |
| Jean-Noël Biraben (1958)                      | 8 000 000                                                    | 6 700 000                                                                | 14 700 000                                                                        |
| Warren W. Eason (1959),                       | 10 000 000                                                   | 15 000 000                                                               | 25 000 000                                                                        |
| E. Ziemke (1968)                              | Plus de 12 000 000                                           |                                                                          |                                                                                   |
| Albert Seaton (1971)                          | 10 000 000                                                   |                                                                          |                                                                                   |
| Gil Elliot (1972)                             | 10 000 000                                                   | 10 000 000                                                               | 20 000 000                                                                        |
| Charles Messenger (1989)                      |                                                              |                                                                          | 20 000 000                                                                        |
| John Keegan (1989)                            | 7 000 000                                                    | 7 000 000                                                                | 14 000 000                                                                        |
| R. J. Rummel (1990)                           | 7 000 000                                                    | 12 250 000                                                               | 19 625 000 Plus de 10 000 000 à cause de la répression soviétique                 |
| John Ellis (1993)                             | 11 000 000                                                   | 6 700 000                                                                | 17 700 000                                                                        |
| Michael Ellman (en) et Sergei Maksudov (1994) | 8 700 000                                                    | 18 000 000                                                               | 26–27 000 000                                                                     |
| Norman Davies (1996)                          | 8–9 000 000                                                  | 16–19 000 000                                                            | 24–28 000 000                                                                     |
| Richard Overy (1997)                          | 8 668 400                                                    | 17 000 000                                                               | 25 000 000                                                                        |
| Mark Mazower (1998)                           | 9 500 000                                                    | 10 000 000                                                               | 19 500 000                                                                        |
| David Wallechinsky (1995)                     | 13 600 000                                                   |                                                                          | 20–26 000 000                                                                     |
| Michael Clodfelter (2002)                     | 8 668 400                                                    |                                                                          | 20–26 000 000                                                                     |
| Michael Haynes (2003)                         | 8 700 000                                                    | 17 900 000                                                               | 26 600 000                                                                        |
| Martin Gilbert (2004)                         | 10 000 000 morts au combat & 3 300 000 prisonniers de guerre | 7 000 000                                                                | Plus de 20 000 000                                                                |
| H. P. Willmott (2004)                         | 8 700 000                                                    | 16 900 000                                                               | 25 600 000                                                                        |
| Tony Judt (2005)                              | 8 600 000                                                    | 16 000 000                                                               | 24 600 000                                                                        |
| Norman Davies (2006)                          | 8 668 000                                                    | 18 332 000                                                               | 27 000 000                                                                        |
| Cambridge History of Russia (2006)            | Plus de 8 700 000                                            | 13 700 000 en URSS occupée par les nazis et 2 600 000 en URSS intérieure | 24–26 000 000                                                                     |
| Steven Rosefielde (2010)                      | 8 700 000 « toute causes confondues »                        | « 17 700 000 ou 20 300 000 »                                             | « 26 400 000 à 29 000 000 » Plus de 5 458 000 à cause de la répression soviétique |

- David Glantz soutient que « la guerre avec l'Allemagne nazie a coûté à l'Union soviétique au moins 29 millions de victimes militaires » (morts, blessés et malades[159])
- Richard Overy estime que les « chiffres des morts militaires publiés en 1993... donnent le compte rendu le plus complet encore disponible, mais ils omettent trois opérations qui demeurent des échecs évidents. Les chiffres officiels eux-mêmes doivent être considérés d'un œil critique, étant donné la difficulté de savoir dans le chaos de 1941 et 1942 exactement qui avaient été tués, blessés ou même enrôlés[160]». Concernant les militaires morts, Richard Overy cite « pour l'instant le chiffre de 8,6 millions doit être considéré comme le plus fiable[161]».
- Les auteurs de Cambridge History of Russia ont fourni une analyse des pertes soviétiques en temps de guerre. Les pertes globales s'étalent à environ 25 millions de personnes au million près. Les dossiers de l'Armée rouge indiquent 8,7 millions de morts militaires, « ce chiffre est en fait la limite inférieure ». Les chiffres officiels sous-estiment les pertes de prisonniers de guerre et les morts de partisans armés. L'excès de décès de civils dans l'URSS occupée par les nazis est de 13,7 millions de personnes dont 2 millions de Juifs. Il y a 2,6 millions de morts supplémentaires dans les régions intérieures de l'Union soviétique. Les auteurs maintiennent que « la marge d'erreur dans ce nombre est très large ». Au moins 1 million de personnes ont péri dans les camps de guerre du Goulag ou lors de déportations. D'autres décès sont survenus lors des évacuations en temps de guerre et dus à la malnutrition et aux maladies liées à la guerre intérieure. Selon les auteurs, Staline et Hitler « sont tous les deux responsables, mais de manières différentes » de ces disparus. Les auteurs de Cambridge History of Russia énoncent « en bref, le tableau général des pertes soviétiques pendant la guerre représente un puzzle. Le schéma général est clair : les gens sont morts en nombre colossal mais dans de nombreuses circonstances différentes, misérables et terribles. Mais les pièces individuelles du puzzle ne s'emboîtent pas bien ; certains se chevauchent et d'autres demeurent introuvables[157]».
- Steven Rosefielde évalue les pertes démographiques liées à la guerre à l'URSS de 1941 à 1945 entre 22,0 et 26,0 millions de personnes (7,8 millions de militaires et 14,2 à 18,2 millions de civils). Les pertes réelles en temps de guerre sont plus élevées car certaines personnes qui seraient mortes naturellement ont en fait péri à cause de la guerre. Rosefielde estime le nombre réel de morts militaires à 8,7 millions d'hommes et 17,7 à 20,3 millions de civils tués par les nazis pendant la guerre (exterminés, fusillés, gazés, brûlés : 6,4 à 11,3 millions ; famines et maladies : 6,5 à 8,5 millions ; travail forcé en Allemagne : 2,8 à 3,0 millions et 500 000 qui ne sont pas retournés en URSS après la guerre[158]). Ajouté à ceci, il énumère également le nombre de morts en excès attribué au « total potentiel de crimes contre l'humanité » dus à la répression soviétique : 2,183 millions en 1939-1940 et 5,458 millions de 1941 à 1945. Les chiffres des pertes dues à la répression soviétique ne comprennent pas 1 million de morts militaires d'hommes enrôlés du Goulag dans les bataillons pénitentiaires[158].
- Selon l'historien Timothy Snyder « les pertes de l'Ukraine soviétique pendant la Seconde Guerre mondiale excèdent les pertes de la Russie soviétique selon les calculs des historiens russes ». Ces propos sont étayés lors de la conférence « La responsabilité historique de l'Allemagne envers l'Ukraine » (Deutschen Historischen Verantwortung für die Ukraine) au Bundestag à Berlin, le 20 juin 2017[162].

#### En Russe
- G. I. Krivocheïev, Rossiia i SSSR v voinakh XX veka: Poteri vooruzhennykh sil ; statisticheskoe issledovanie, OLMA-Press, 2001 (ISBN 5-224-01515-4, lire en ligne)
- G. I. Krivocheïev, Russia & USSR at War in the 20th century, Moscow, Veche, 2010 (ISBN 978-5-953-33877-6)
- (ru) S. N Mikhalev, Liudskie poteri v Velikoi Otechestvennoi voine 1941–1945 gg: Statisticheskoe issledovanie (Human Losses in the Great Patriotic War 1941–1945 A Statistical Investigation), Krasnoiarskii gos. pedagog. universitet (Krasnoyarsk State Pedagogical University), 2000 (ISBN 978-5-85981-082-6)
- Людские потери СССР в период второй мировой войны: сборник статей, Saint-Petersburg, Ин-т российской истории РАН (Russian Academy of Sciences),‎ 1995 (ISBN 978-5-86789-023-0, lire en ligne)
- (ru) Sokolov, « ЦЕНА ВОЙНЫ:ЛЮДСКИЕ ПОТЕРИ СССР И ГЕРМАНИИ, 1939–1945 », Journal of Slavic Military Studies, vol. 9, no 1,‎ mars 1996 (lire en ligne)
- E.M. Andreev, L.E. Darski et T.L. Kharkova, Naselenie Sovetskogo Soiuza, 1922–1991, Moscow, Nauka, 1993 (ISBN 978-5-02-013479-9)
- (ru) E.M. Andreev, L.E. Darski et T.L. Kharkova, Demographic History of Russia 1927–1959, 1998 (lire en ligne), « Chapter 7 »
- (ru) S. A. Il'Enkov, Pamyat O Millionach Pavshik Zaschitnikov Otechestva Nelzya Predavat Zabveniu Voennno-Istoricheskii Arkhiv No. 7(22) The Memory of those who Fell Defending the Fatherland Cannot be Condemned to Oblivion, Central Military Archives of the Russian Federation, 2001, 73–80 p. (ISBN 978-5-89710-005-7)
- Vadim Erlikhman, Потери народонаселения в 20. веке, Русская панорама,‎ 2004 (ISBN 978-5-93165-107-1, lire en ligne)